# Josef Dobrovský
Josef Dobrovský (17. srpna 1753 Gyarmat – 6. ledna 1829 Staré Brno) byl český kněz, filolog, historik a zakladatel vědecké bohemistiky a slavistiky. Svým mnohostranným dílem předznamenal i podnítil české národní obrození, třebaže sám k romantickým obrozencům nejen chronologicky, ale ani svým založením nepatřil.
Byl nejvýznamnějším představitelem racionalistického osvícenství v českých zemích a k jeho největším zásluhám patří zavedení a soustavné uplatňování kritické metody ve vědeckém bádání bez ohledu na dopad jeho výsledků. Dobrovský byl jedním ze zakládajících členů Královské české společnosti nauk a společně s hrabětem Kašparem Šternberkem rovněž spoluzaložil Vlastenecké (dnes Národní) muzeum. Kromě klasických jazyků ovládal i hebrejštinu a některé další orientální jazyky, kterým se chtěl původně odborně věnovat, později postupně ovládl i všechny tehdy známé jazyky slovanské. Po Husovi a Komenském je právem pokládán za třetího Čecha světového významu. T. G. Masaryk jej označil za „prvního světového Čecha nové doby“.
Dobrovského latinsky a německy psané dílo zahrnuje 363 již za jeho života publikovaných studií, monografií a kratších statí nebo recenzí a dalších 37 publikací, na kterých se podílel jako redaktor či editor. Jeho rozsáhlou vědeckou činnost lze rozdělit do několika základních oblastí, jimiž jsou historie, historiografie, biblistika, paleoslavistika, slovanská filologie a bohemistika. V českém kontextu jsou z Dobrovského spisů nejzásadnější: Geschichte der böhmischen Sprache und Literatur (Dějiny českého jazyka a literatury) a především jeho česká gramatika Ausführliches Lehrgebäude der böhmischen Sprache (Zevrubná mluvnice jazyka českého). Dobrovský se ve své době pokusil rekonstruovat tzv. bratrský pravopis čili podobu češtiny v období jejího největšího rozkvětu v 16. a 17. století, neboť za nejklasičtější český text považoval kralický překlad Bible. Jazyk, jejž popsal ve své gramatice, je dodnes základem spisovné češtiny.
Spisy, kterými Dobrovský vytvořil systematické základy slavistiky či slovanských studií se všemi historickými, náboženskými a kulturními přesahy, měly zvláště v 19. století značný vliv ve všech slovanských zemích. Jeho nejvýznamnějším dílem v tomto mezinárodním kontextu je gramatický spis o staroslověnštině Institutiones linguae slavicae dialecti veteris (Základy jazyka staroslověnského). V ruském prostředí byla Dobrovského díla po dlouhou dobu součástí osnov na katedrách slavistiky. V Bělorusku byla zase impulzem pro studium zdejšího folklóru. Inspiraci v nich dále hledalo také ukrajinské národní hnutí, které bylo Dobrovského myšlenkami ovlivněno při formování spisovné ukrajinštiny. Dalšími oblastmi, v nichž docházelo k plodné recepci jeho jazykovědných spisů, potom byly např. Slovinsko a Lužice.

## Život

### Dětství a mládí (1753–1768)

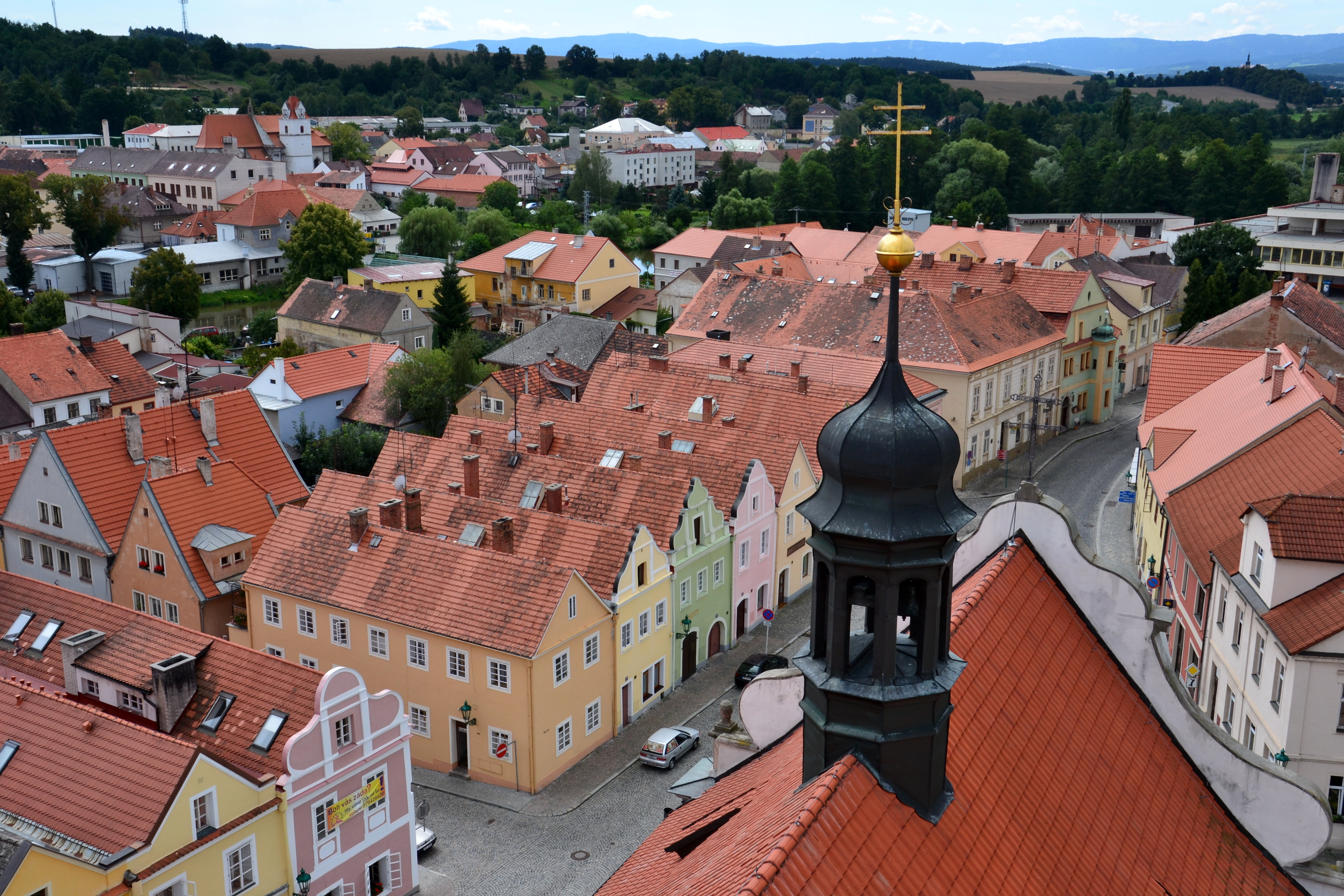
Horšovský Týn (Bischofteinitz); pohled na jihozápadní část náměstí

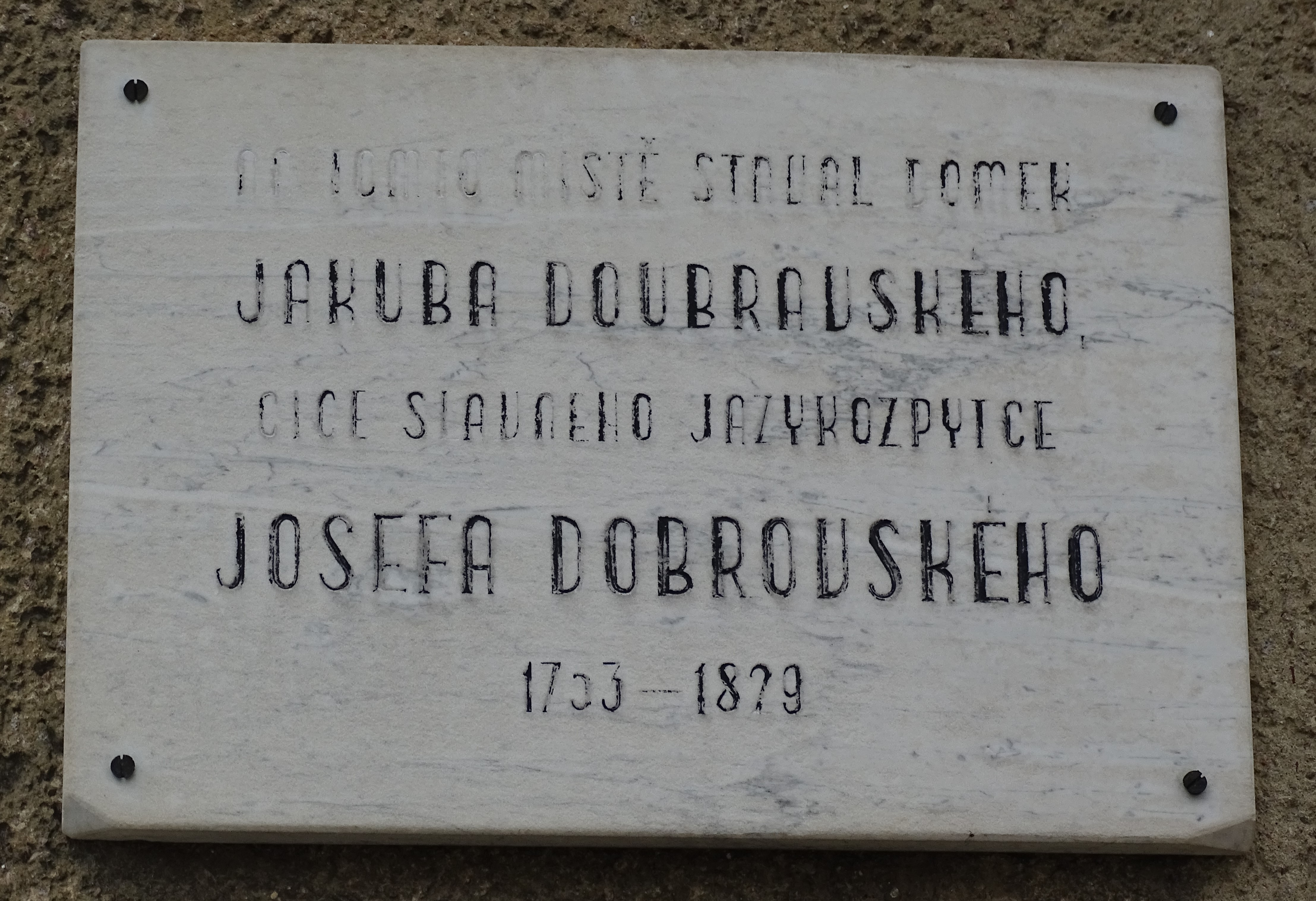
Pamětní deska na místě domku Jakuba Doubravského v Solnici, otce Josefa Dobrovského

Josef Dobrovský se narodil 17. srpna 1753 v uherském Gyarmatu v Novohradské župě (dnešním Balassagyarmatu) v rodině dragounského desátníka Jakuba Doubravského (1701–1764). Jméno Dobrovský vzniklo chybou při zápisu do církevní matriky. Dobrovského otec byl drobný rolník z jazykově české obce Solnice v Orlickém podhůří. Aby unikl z bídy, nechal se naverbovat do vojska Marie Terezie, které bránilo Uhry. Bylo mu již padesát let, když se oženil s Dobrovského matkou, o mnoho let mladší, negramotnou Magdalenou, rozenou Wannerovou (1731/2–1797) z Čáslavska, jež byla dcerou české matky a alsaského otce. Doma se mluvilo německy.
Nedlouho po Josefově narození se otec jako vysloužilý voják usadil s rodinou v Horšovském Týně (Bischofteinitz) s převážně německým obyvatelstvem. Katecheta místní školy doporučil nadaného hocha k dalšímu studiu, takže se v roce 1762 devítiletý Josef dostal na čtyřleté nižší gymnázium bosých augustiniánů v tehdejším Německém Brodě. Zde přišel poprvé do kontaktu s českými dětmi a naučil se česky. Od svých spolužáků však zpočátku ledacos vytrpěl: v listu Hankovi z roku 1828 vzpomínal na posměšnou říkanku „Němec brouk, hrnce tlouk, pod lavici je házel“ a rovněž na krvavé rány na hlavě, když po něm házeli kameny.
Poté, co Dobrovského otec v roce 1764 zemřel, provdala se jeho matka v Horšovském Týně za německého perníkáře Valentina Steinbacha, s nímž pak měla tři dcery. Vedle nich měl Josef ještě dva vlastní bratry (Matěje a Františka) z prvního matčina manželství. Po absolvování gramatikálních a humanitních tříd pokračoval od roku 1766 na jezuitském gymnáziu v Klatovech, které po dvou letech se zdarem ukončil. Ve školním roce 1767/68 byl patnáctiletý Dobrovský přijat na filosofickou fakultu Univerzity Karlo-Ferdinandovy.

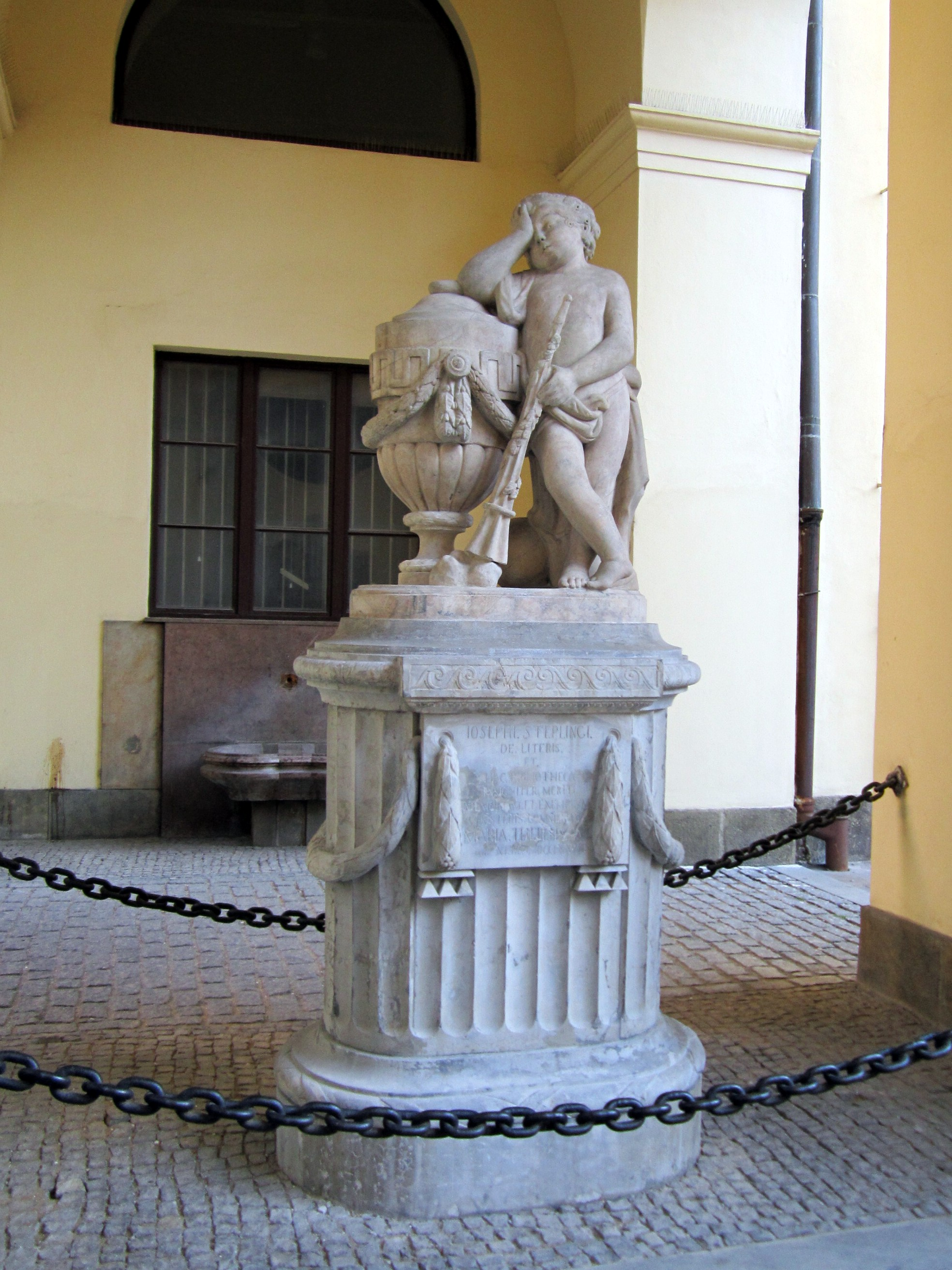
Pomník Josepha Steplinga od sochaře Ignáce Platzera v areálu Klementina z roku 1780.

### Studium (1768–1776)

#### Filosofie na Univerzitě Karlo-Ferdinandově (1768–1771)
V době Dobrovského studia byla filosofická fakulta Univerzity Karlo-Ferdinandovy ještě do značné míry provázána s církevními strukturami: většinu pedagogů tvořili jezuité a např. všechny čtyři fakulty se každoročně účastnily přísahy, že budou hájit neposkvrněné početí Panny Marie. Přesto již také sem začaly pozvolna pronikat nové myšlenky a témata typická pro katolické osvícenství. Kromě vlastní filosofie se na fakultě vyučovala matematika, spekulativní i experimentální fyzika, etika, přírodní vědy, montanistika, kameralistika, rétorika, krásné vědy a rovněž orientální jazyky. Tyto předměty profesoři přednášeli latinsky. Jedinou výjimkou byl osvícenský kněz z Lužice Karl Heinrich Seibt, který již užíval německého jazyka. Jeho přednášky o etice, pedagogice, německé stylistice, literatuře a historii, které studenty „oslňovaly svou duchaplností a vybroušeností“, měly na mladého Dobrovského významný vliv. Seibt probudil jeho kriticismus a příznačnou ironii a ovlivnil jeho styl vyjadřování v německy psaných textech. Byl to rovněž Seibt, který ho v roce 1777 navrhl jako učitele hebrejštiny v Lužickém semináři a který ho později doporučil hraběti Nosticovi jako vychovatele jeho synů.
Vedle Seibta měl na Dobrovského důležitý vliv matematik a jezuita Joseph Stepling, pro něhož byla charakteristická náboženská a mravní vážnost spojená s „břitkou racionalitou a otevřeností vůči novým vědeckým přístupům“. Také jemu Dobrovský vděčil za četné přímluvy u zámožných rodin, neboť si během svého studia musel přivydělávat jako domácí učitel. Již na filosofické fakultě se pevně ustálily některé jeho základní postoje, např. nedůvěra ke spekulaci a metafyzice, důraz na ověřitelnost faktů i záliba v historické a textové kritice. Z filosofů jej zaujal zvláště předkritický Kant. V roce 1771 osmnáctiletý Dobrovský absolvoval magisterské studium s nejlepším prospěchem ve svém ročníku, a protože se chtěl nadále věnovat vědě, rozhodl se pro kněžský stav.
Ve školním roce 1771/72 začal studovat teologii. První rok na teologické fakultě se účastnil přednášek z církevních dějin, což odpovídalo tehdejším tereziánským předpisům. Potom jej Stepling s ohledem na jeho další kariéru doporučil provinciálovi Tovaryšstva Ježíšova. Po přísných zkouškách z filosofie se tak Dobrovský navzdory tomu, že mu již bylo 19 let, ocitl v roce 1772 v brněnském noviciátu.

#### Jezuitský noviciát v Brně (1772–1773)
Tuhá disciplína a těsné myšlenkové mantinely noviciátu se zcela neslučovaly s povahou kriticky uvažujícího mladého muže, který řádové povinnosti plnil s jistým odstupem a nejraději se zde zabýval studiem a četbou. Na druhou stranu byla tehdy péče o novice svěřena mimo jiné literárně činnému Františku Azzonimu, který měl jako kazatel zkušenosti z pobytu v jihoamerickém Quitu. Dobrovský později zdůvodnil svůj motiv pro vstup do řádu v listu polskému filologovi Bandtkemu takto: „Mé jezuitské smýšlení budete si moci vysvětlit z toho, že jsem u jezuitů v Brně strávil pouze jeden rok (1773). Ale tehdy jsem měl chuť jet do Indie jako misionář a jezuitou jsem se stal proto, abych viděl nový svět.“ Dne 21. července 1773 byl papežskou bulou jezuitský řád zrušen. Podle vzpomínek spolunovice Helferta četl Dobrovský při rozloučení s přáteli svou latinsky psanou báseň o lodi mladíků, která byla z přístavu vypuzena do velkého moře.

#### Teologie na Univerzitě Karlo-Ferdinandově (1774–1777)

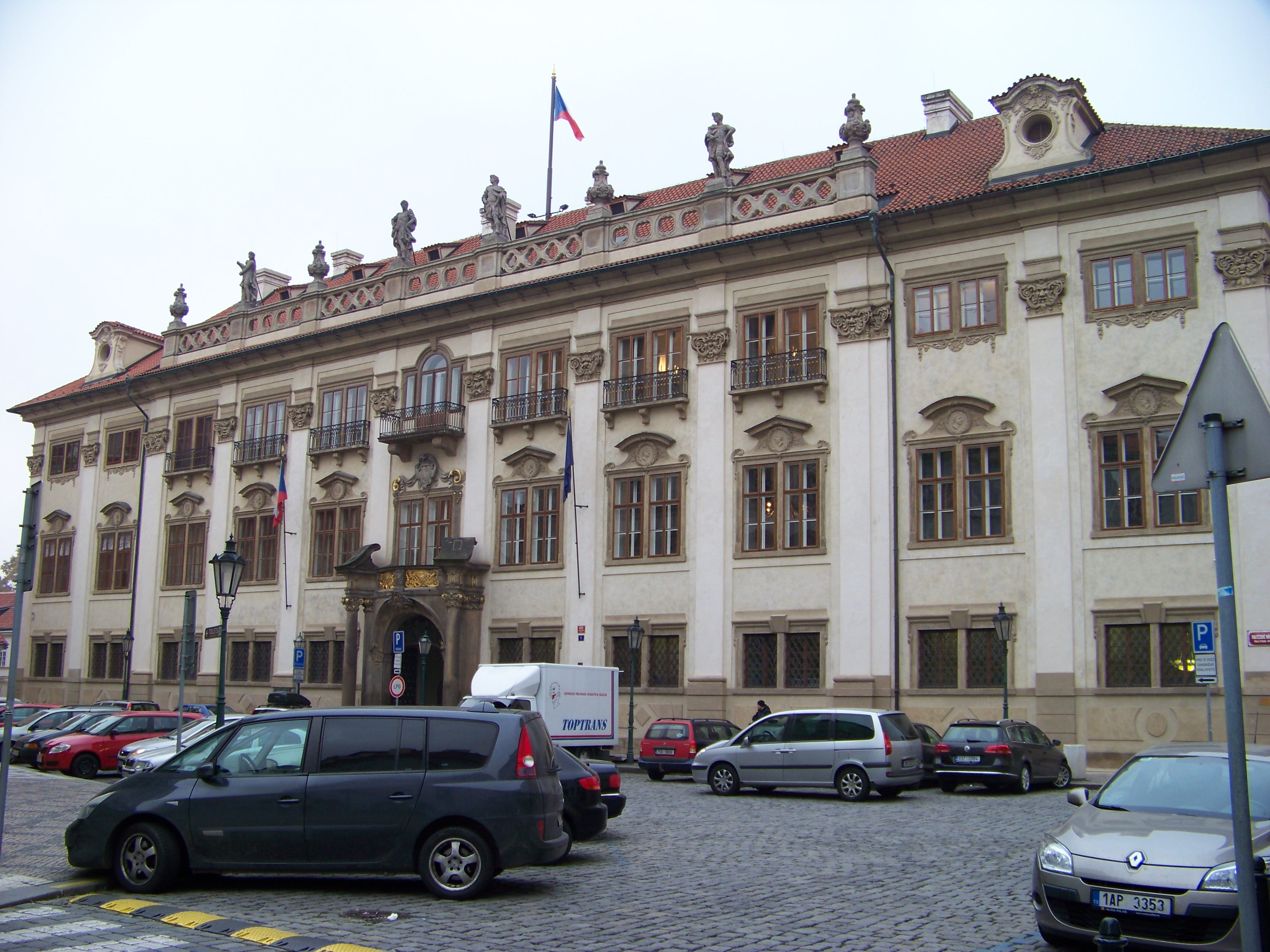
Nostický palác na Maltézském náměstí v Praze na Malé Straně

Na podzim roku 1773 se Dobrovský vrátil do Prahy, aby tu dokončil bohoslovecké studium. Když se totiž zabral do studia orientálních jazyků, nemínil se již kněžského stavu zříci. Zrušení jezuitského řádu se citelně dotklo poměrů na teologické fakultě. Jezuité byli nuceni odejít a na jejich místa nastoupili světští kněží a příslušníci jiných řádů. Do čela fakulty byl jmenován osvícensky smýšlející opat břevnovsko-broumovský Franz Stephan Rautenstrauch, který královně předložil projekt celkové reformy studijního plánu. Duch těchto reforem se projevil zvláště v oblasti dogmatiky, která byla zproštěna tradičních výkladů sv. Augustina, Tomáše, Scota apod. Spekulativní složka byla potlačena a ke slovu přišly metody zdomácnělé v protestantské teologii.
Z nového studijního programu si Dobrovský, jenž reformu uvítal, zvolil upravené studium biblické teologie. Zde se věnoval textové kritice a exegezi, takže mohl uplatnit své filologické nadání, vrozený kriticismus i zájem o náboženské otázky. Vliv profesorů, jako byli hebraisté Leopold Tirsch a Hieronymus Frida, nelze přeceňovat, neboť pro Dobrovského mělo v této fázi větší význam samostudium a učitelé stojící mimo univerzitu, mezi nimi především pavlánský orientalista a později rovněž slavista Václav Fortunát Durych. Vzhledem k náskoku protestantské biblistiky sledoval mj. také práci německého teologa a orientalisty Johanna Davida Michaelise, za jehož žáka se považoval. Z dalších pedagogů fakulty v něm zanechal dojem křižovník Franz Christian Pittroff.
Již během studia 10. června 1775 přijal Dobrovský nižší svěcení, 3. března 1776 byl vysvěcen na subdiakona, 20. září téhož roku na diakona. Všichni jáhni, kteří byli vysvěceni spolu s ním, dosáhli kněžství ještě v roce 1777, jen Dobrovský byl vysvěcen na kněze až roku 1786. V roce 1777 úspěšně završil své formální teologické vzdělání a vydal se – jako pouhý jáhen – do praktického života. Na základě Seibtova a Steplingova doporučení byl přijat jako domácí učitel do domu hrabat z Nostic.

### Soukromým učitelem v domě Nosticů (1777–1787)

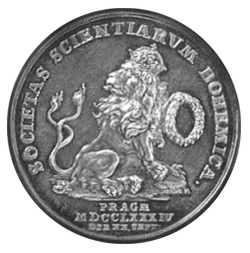
Pečeť Královské české společnosti nauk s nápisem Societas Scientiarum Bohemica, Praga MDCCLXXXIV

V domě hraběte Františka Antonína z Nostic-Rienecku vyučoval Dobrovský jeho čtyři syny matematice a filosofii, starší ze synů rovněž doprovázel na univerzitu, a byl tak přítomen např. právnickým přednáškám. V prostředí vyšších vrstev se pohyboval nenuceně, nikdy nezáviděl a nechoval se podlézavě. Kromě toho měl vedle svých povinností dostatek času pro vlastní studium orientálních jazyků a hermeneutiky. Pro jeho další vývoj bylo velmi důležité setkávání s dalšími učenci, kteří se u Nosticů scházeli. V období osvícenského absolutismu, kdy byly mnohé stavovské kompetence české šlechty v rámci centralizace státu omezeny, popř. rovnou převedeny do Vídně, totiž rostla v těchto kruzích poptávka po hlubších znalostech české historie a bohemikální literatury. Hlavním z hraběcích vychovatelů byl tehdy historik a filolog František Martin Pelcl, s nímž Dobrovský úzce spolupracoval při uspořádání a katalogizaci nostického archivu. Přestože se zprvu ještě soustředil zejména na textovou kritiku Bible, získal během tří let, kdy pro Pelcla shromažďoval podklady, značné množství dat k bibliografii a zevrubnou znalost starších bohemikálních tisků. To, jak se pak těžiště jeho zájmu postupně přesouvalo k tématu české historie a českého jazyka, je patrno již z jeho prvních publikací.
Na literární půdu vstoupil Dobrovský v roce 1777 anonymním příspěvkem o pražských hebrejských rukopisech Pragische Fragmente Hebräischer Handschriften (Pražské fragmenty hebrejských rukopisů), který mu v Göttingenu v časopise Orientalische und exegetische Bibliothek otiskl Johann David Michaelis. Ten později v recenzi uvedl Dobrovského jméno. Další publikační činnost mladého autora však nevzbuzovala jen kladný ohlas, protože jeho ironie a způsob, s jakým vynášel své kritické soudy, nezřídka vyvolávaly podrážděné reakce. Když v roce 1778 otiskl a okomentoval latinský zlomek evangelia Markova, který (přestože byl dlouho považován za evangelistův autograf) datoval do 6. století, vzbudil nelibost církevní hierarchie. Poté, co byl jménem arcibiskupa předvolán generálním vikářem Tvrdým, však uvedl přesvědčivé argumenty pro svá tvrzení a Tvrdý se s jeho odpovědí plně spokojil.
Již první číslo Dobrovského časopisu Böhmische Litteratur auf das Jahr 1779, kde se vedle přehledu literární produkce za rok 1779 jako odpovědný redaktor nevyhýbal ani hodnocení knih a aktuálních událostí, vyvolalo negativní reakci konzervativních kruhů. Názory, které zde Dobrovský prezentoval, se na jedné straně vyznačovaly kritikou zpátečnických sil, na straně druhé podporou a propagací osvícenských myšlenek stejně jako zálibou v přírodě a přírodovědném bádání, která byla zřejmě podnícena styky s osvícencem, mineralogem, geologem, montanistou a svobodným zednářem Ignácem Antonínem Bornem. V souvislosti s vydáním Balbínova rukopisného díla Bohemia docta v roce 1777, jehož se ujal strahovský knihovník Karel Rafael Ungar, napsal Dobrovský do periodika Prager Inteligenzblatt kritiku, která byla počátkem jeho vleklého sporu s Ungarem. Vše, co Ungarově edici vytýkal, následně publikoval v dodatcích a opravách pod názvem Corrigenda in Bohemia docta Balbini juxta editionem P. Raphaelis Ungarn canon. Praemonstr. SS. theologiae doctoris (Opravy v Balbínových Učených Čechách vydaných kanovníkem, totiž premonstrátem a doktorem teologie P. Rafaelem Ungarem). Výsledkem těchto sporů ovšem bylo to, že se začal zabývat otázkami české literatury stále intenzivněji, o čemž svědčí např. pojednání o původu slova „Čech“ Abhandlung über den Ursprung des Namens Tschech (Czech), Tschechen (Pojednání o původu jména Čech) z roku 1782.
V září roku 1782 se Dobrovský zúčastnil honu v jindřichovické oboře u dnešního Sokolova. Když viděl, že hraběnka Nosticová míří na zvěř, která běžela k místu, kde s mladým hrabětem stál, strhl ho okamžitě za sebe a zakryl jej svým tělem. V tom již padl výstřel a kulka zasáhla Dobrovského do kyčle. Po několika dnech, kdy byl v dosti vážném stavu, se postupně zotavil, kulku však v těle nosil po zbytek svého života. Za to, že svému chovanci Bedřichu Mořicovi z Nostic zachránil život a sám se tak dostal do smrtelného nebezpečí, mu byli Nosticové zavázáni velkou vděčností, kterou mu potom prokazovali v době, kdy propukla Dobrovského duševní nemoc.
V roce 1784 vznikla v Praze v okruhu Ignáce Antonína Borna Královská česká společnost nauk (Königliche böhmische Gesellschaft der Wissenschaften), která byla po více než půlstoletí jedinou institucí svého druhu (tj. akademií věd) v rakouské monarchii. Josef Dobrovský, jenž byl jedním ze zakládajících členů této společnosti, po dlouhá léta významně určoval směr její činnosti.

#### Exkurz: Dobrovský a zednářství

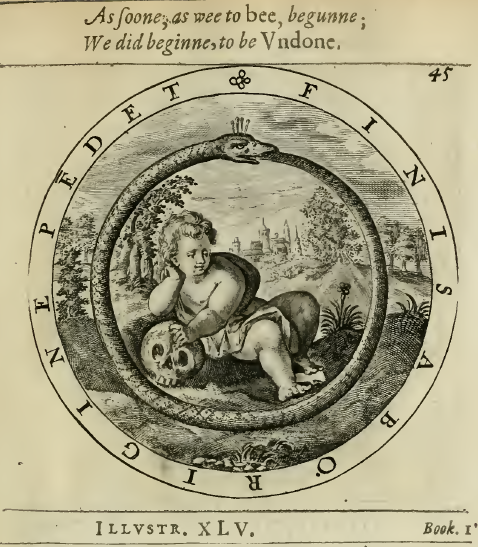
Uroboros jako symbol smrtelnosti; rytina Crispina van Passe ve sbírce George Withera A Collection of Emblemes, Ancient and Moderne (1635)

V nejstarší biografické literatuře se považovalo za jisté, že Dobrovský byl v 80. letech 18. století svobodným zednářem. Brandl např. uvádí, že náležel k Svatojánské zednářské lóži (Die sehr ehrwürdige S.(anct) J.(ohanns) Loge zur Wahrheit und Einigkeit im Orient zu Prag) založené v Praze v roce 1780, v jejímž znaku byli dva propletení hadi s korunou představující symbol věčnosti obepínající rovnostranný trojúhelník s nápisem: „Wahrheit und Eintracht“. Pro Dobrovského členství skutečně existuje řada nepřímých indicií. Tento druh filantropického náboženství, v jehož rámci bylo v úzkém kruhu vyvolených možné naplňovat osvícenské ideály, mu jistě imponoval. Na druhé straně si lze představit, s jakým sebezapřením by dodržoval zednářskou zásadu podřízení se vyšší autoritě. Určité náznaky lze nalézt v jeho korespondenci, když byl např. ochoten přistoupit na „tajnou“ výměnu informací s jiným učencem. K zednářské symbolice pak inklinoval zvláště během manických epizod své nemoci. Přestože Dobrovský o svém (ať již skutečném či domnělém) zednářství zachovával „striktní observanci“, nelze vyloučit, že jeho kontakty se zednářskými kruhy a příslušnost k josefínské církevní elitě byly po roce 1790 důvodem pro to, že opakovaně neuspěl při snaze získat místo ve státní službě.

#### Kněžské svěcení (1786)
Bylo již řečeno, že všichni Dobrovského spolužáci dosáhli kněžství ještě v roce 1777. Dobrovský byl však vysvěcen až 17. prosince 1786, navíc mimo svou domovskou diecézi, z níž byl propuštěn. Osvícenské ovzduší, přednášky na univerzitě a samostatné studium protestantské biblické hermeneutiky, které byly součástí jeho života po jáhenském svěcení, uvedly Dobrovského do tíživých pochybností ve vztahu ke kněžství a s ním spojené církevní přísaze. Je to patrné např. z dopisu, který mu v roce 1778 psal přítel ze studií, Lužický Srb Jakub Žur (Sauer): „V souladu se svým smýšlením nejste nyní schopen složit vyznání víry. Křivě přísahat nebudete, to vím příliš dobře. Avšak nezůstanete také napořád domácím učitelem.“ V odkladu svěcení při tom nehrály roli žádné vnější překážky, sám arcibiskup prokazatelně od roku 1783 souhlasil s tím, aby se Dobrovský nechal vysvětit z rukou biskupa Haye, tedy myšlenkově spřízněného osvícence. Zatím však stále sváděl svůj vnitřní boj a vysvěcení odmítal. Teprve v roce 1786 souhlasil a kněžského svěcení se mu dostalo z rukou zmíněného královéhradeckého biskupa Leopolda Haye. Poté již bylo jen otázkou času, kdy Dobrovský dostane příležitost, aby své mimořádné schopnosti prokázal ve státních službách.

### Vicerektorem a rektorem Generálního semináře v Hradisku v Olomouci (1787–1790)

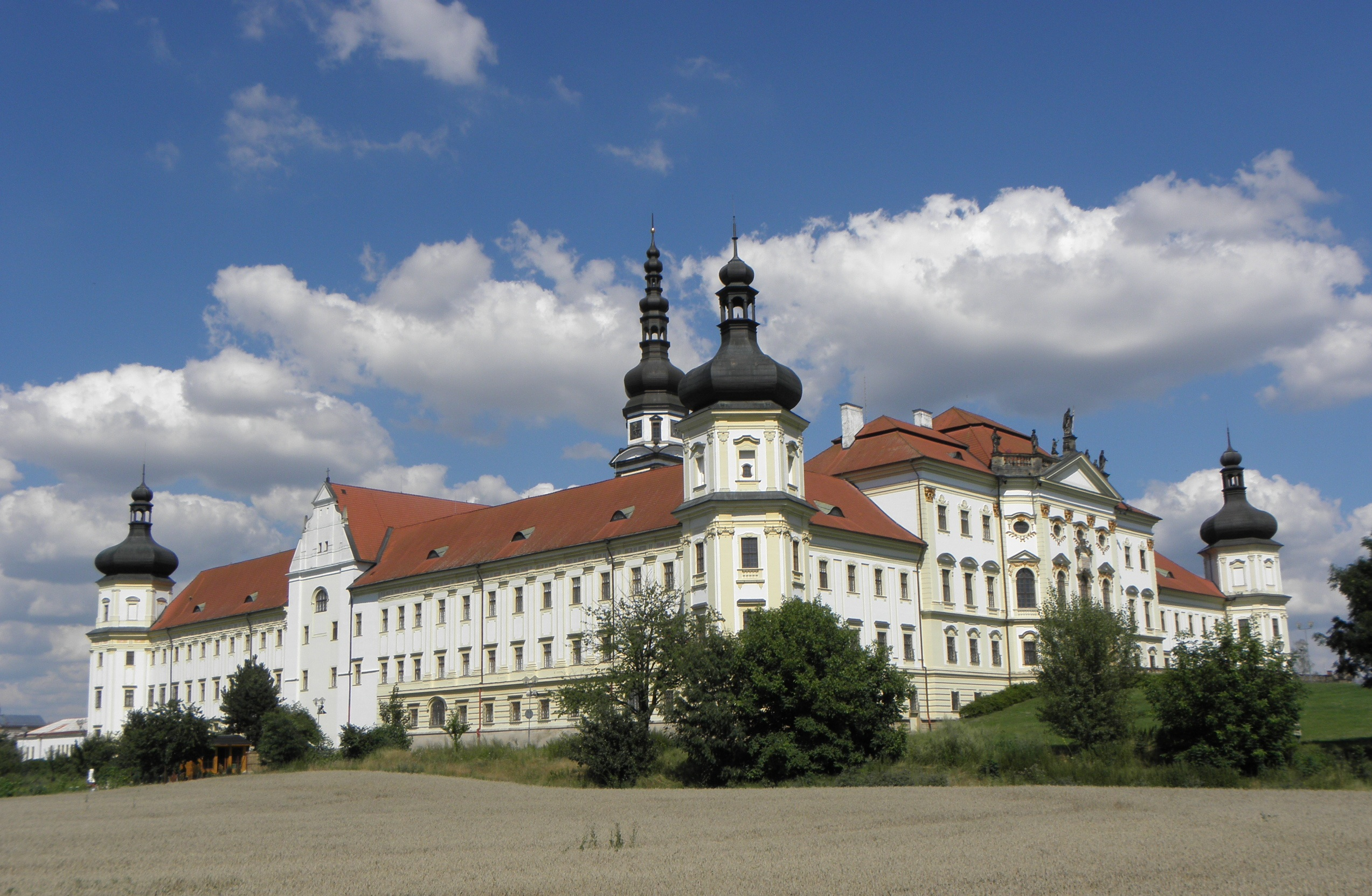
Bývalý klášter Hradisko u Olomouce, tehdejší generální seminář

S doporučením od rektora Hurdálka se Dobrovský, jehož výchovná mise u Nosticů se již chýlila ke konci, pokusil v roce 1786 uspět ve výběrovém řízení na místo subrektora v pražském generálním semináři, což byla instituce pro výchovu a vzdělávání katolických duchovních. Tehdy byl však pouze diakonem, takže uspěl jiný kandidát. Na počátku roku 1787 ho informoval dvorní rada a ředitel teologických studií Augustin Zippe, že se uvolnilo místo vicerektora v olomouckém generálním semináři, na které byl Dobrovský po svém vysvěcení přijat. Zpočátku nepřestával myslet na Prahu, ale později si v semináři našel nové přátele a až do jeho zrušení po smrti Josefa II. v roce 1790 se zde svědomitě věnoval pedagogické práci. Svědectví o tomto období jeho života lze nalézt v některých z jeho spisů, jež vznikly během působení v tomto semináři.
Nejvýznamnější Dobrovského dílem z této doby je studie Geschichte der böhmischen Pikarden und Adamiten (Dějiny českých pikartů a adamitů), v níž sice Husa a Jeronýma nazval mučedníky, rozhodně však odsoudil náboženské násilí všech zúčastněných stran a zdůraznil nesmyslnost jejich počínání. Zcela jinou povahu mají další texty, jež řeší náboženské otázky, které vznikaly přímo v souvislosti s Dobrovského úřední funkcí. Jsou to Vorlesungen über das Praktischen in der christlichen Religion (Přednášky o praktické stránce v křesťanském náboženství), fragment proslovu Über den Beruf (O povolání) a projev známý v českém překladu jako Proslov k odcházejícím seminaristům. Zde jsou vyjádřeny některé Dobrovského postoje ke křesťanství, katolicismu, kněžství a celibátu. Text přednášek, který je k dispozici v českém překladu, později vyšel pod názvem Z náboženského odkazu Josefa Dobrovského. Do značné míry však parafrázuje Zippeho spisy na stejné téma.

#### Exkurz: Dobrovský a josefinismus

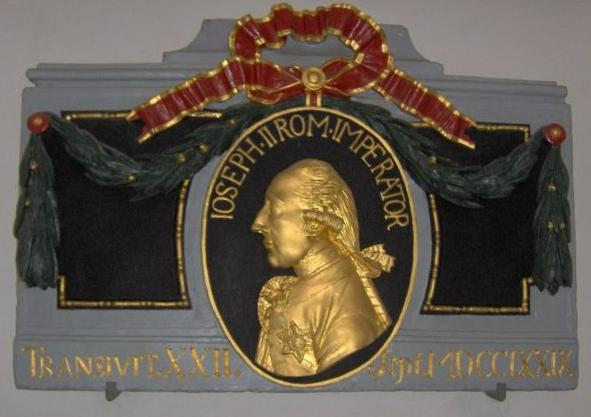
Pamětní deska Josefa II. v Oblastním muzeu v Děčíně

Josef Dobrovský byl bezesporu přesvědčeným zastáncem reforem Josefa II., neboť v desetiletí přerodu sloužil státu, byť krátce, na tom nejcitlivějším místě, totiž při výchově kněží. Ještě za života Marie Terezie v roce 1780 byl sice na základě udání předvolán ke studijní a censurní komisi, kde musel hájit svůj text publikovaný v časopise Böhmische Litteratur. V něm obvinil z hlouposti profesora Voldřicha, jenž na univerzitě tvrdil, že není třeba se učit orientálním jazykům, protože všechno je už přeloženo. Tato aféra jej ale neodradila od další aktivity a snahy osobně se podílet na reformním kurzu. V roce 1781 vydal Dobrovský anonymně brožuru, v níž vyjádřil svůj názor na polní hospodaření kněží. Mimo jiné zde říká: „Nechte být venkovské faráře lidmi, neboť ve smrtelné schránce na stupeň serafínů nikdy nevystoupí…“ V době jmenování vicerektorem Generálního semináře Dobrovského jistě muselo těšit, že angažovaný postoj ve věcech reformy se začíná vyplácet. Konečně již předtím, od roku 1786, byl jedním z pěti pověřených, kteří měli na starosti cenzuru náboženské literatury v josefínském duchu.

#### Exkurz: Duševní nemoc Josefa Dobrovského

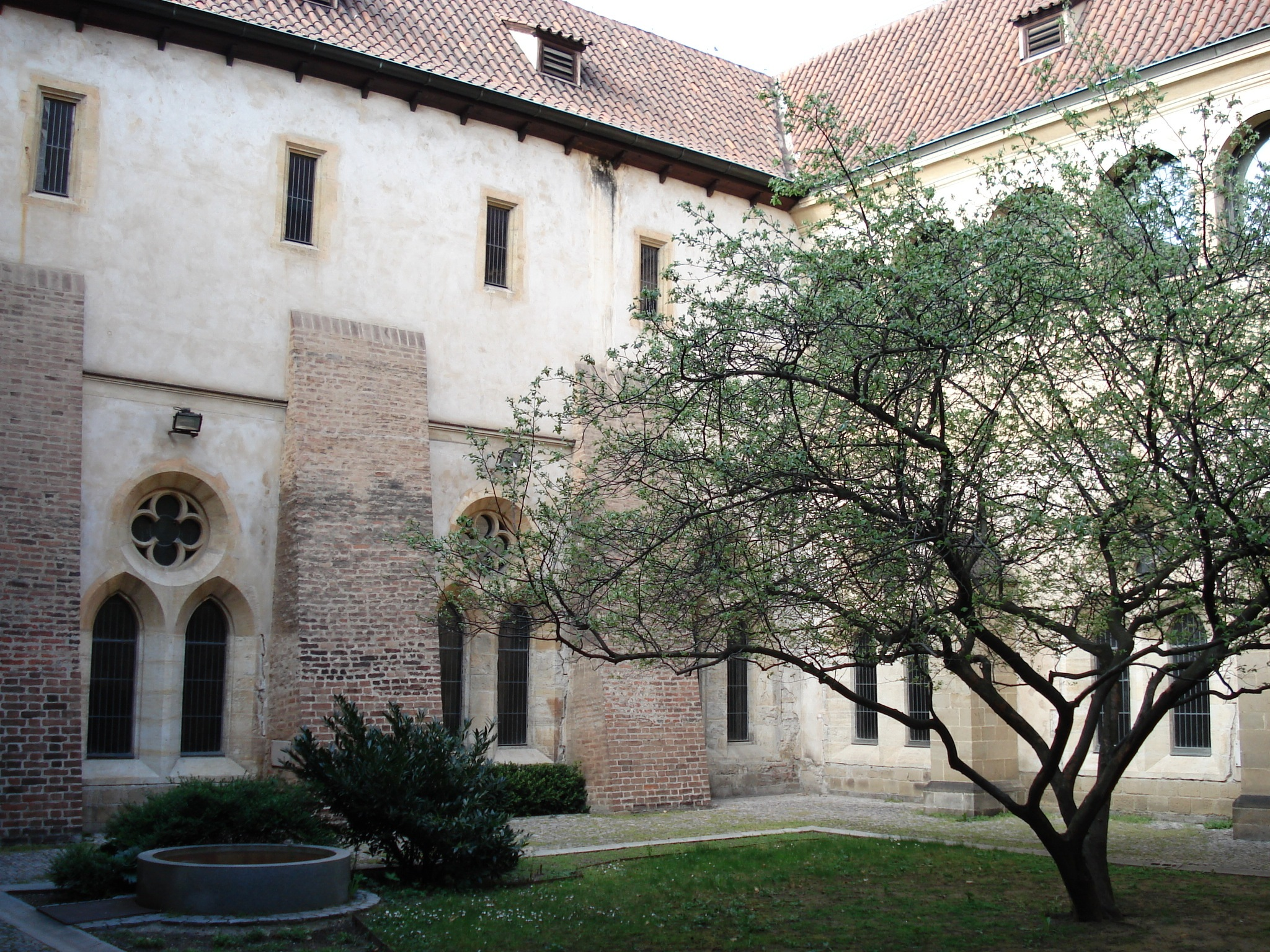
Rajský dvůr v areálu Anežského kláštera a nemocnice Milosrdných bratří v Praze Na Františku

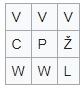
Dobrovského šifra z dopisu slovinskému jazykovědci Jerneji Kopitarovi z roku 1824

Na konci roku 1787 si někteří přátelé povšimli duševních nápadností tehdy čtyřiatřicetiletého Dobrovského. František Martin Pelcl se tehdy zmínil o jeho „podivné zmatenosti“ („ganz verwirrt im Kopfe“). Až do roku 1794, tedy do věku čtyřiceti let, ho však jeho onemocnění nijak významně nepoznamenalo. Potom již byl sužován pravidelnými atakami své choroby, kterou sám nazýval hypochondrickým zlem („hypochondrisches Übel“), s častou mentální a duševní indispozicí. V těchto periodách propadal buď těžkým depresím, které se pokoušel léčit silou vůle a fyzickou prací, nebo manickým stavům, které v několika případech probíhaly tak bouřlivě, že svými nápadnostmi v chování upoutal pozornost všech svých bližních. V těchto manických epizodách se opájel megalomanskými fantaziemi a projevoval svérázné mystické, prorocky-mesianistické a léčitelské sklony, v nichž svou obvykle vlažnou religiozitu stupňoval k vřelé zbožnosti s vírou v prozřetelnost. Dokládají to četné písemné prameny a dopisy, které i v těchto obdobích Dobrovský posílal svým přátelům z vědeckých kruhů. K těmto listům připojoval nejrůznější tajné symboly, např. slovinskému jazykovědci Jerneji Kopitarovi poslal v dopise z roku 1824 šifru, v níž tři „V“ znamenají latinské „via, veritas, vita“, prostřední tři písmena znamenají české „cesta, pravda, život“, „W, W, L“ označuje totéž v němčině: „Weg, Wahrheit, Leben“. Jedná se o slova ze šestého verše čtrnácté kapitoly Janova evangelia. Dobrovského nápadná vášeň pro modrou barvu (kromě veškerého oblečení měl údajně v modré barvě svázanou i Bibli) přispěla k jeho pověsti geniálního podivína, což vyjadřuje i posmrtná přezdívka: „Modrý abbé“ (der blaue Abbé). V roce 1801 vystupoval v jedné z atak Dobrovský natolik „antisociálně“, že se tím zabývala policie, a byl proto na podnět Bedřicha z Nostic umístěn do nemocnice u Milosrdných bratří v Praze, kde o něj pečoval lékař Jan Theobald Held. Jindy pobýval na venkovských šlechtických sídlech Měšice, Zásmuky či Chudenice. On sám své útrapy přisuzoval onomu nešťastnému zástřelu z lovu v jindřichovické oboře. Dobrovského duševní nemoc na základě doložených symptomů diagnostikoval v roce 1929 psychiatr a neurolog Zdeněk Mysliveček jako manickomelancholickou psychózou v Kraepelinově pojetí. Podle novější terminologie tedy Josef Dobrovský trpěl bipolární afektivní poruchou.

### Návrat k Nosticům (1790–1803)

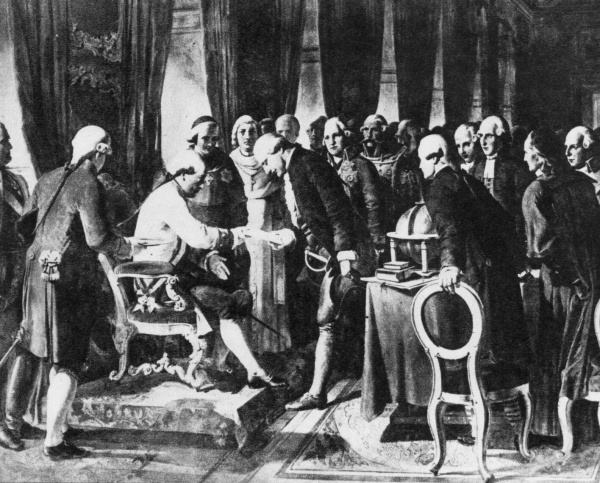
Zástupci Královské české společnosti nauk před císařem Leopoldem II. v roce 1791; čb reprodukce nástěnné malby v letohrádku královny Anny na Pražském hradě z cyklu podle návrhu Christiana Rubena, který v letech 1851–1865 namalovali Antonín Lhota, Karel Svoboda, Josef Matyáš Trenkwald, Emil Johann Lauffer a Jan Till.

Po zrušení olomouckého semináře obdržel Dobrovský výslužné ve výši 500 zlatých a tzv. expektační list, tj. ujištění, že se může hlásit o takový úřad, který by odpovídal jeho příjmům v semináři. Tehdy se obrátil na svého žáka Bedřicha z Nostic, který souhlasil s tím, že učenci poskytne ubytování. Po nástupu císaře Leopolda II. se politické poměry změnily. Císař sice svolal český sněm, zároveň ale odstranil některé dříve povolené politické i náboženské svobody, zakázal zednářství a zřídil tajnou policii. I přes své zdravotní obtíže se v této době Dobrovský věnoval práci na svém díle Geschichte der Böhmischen Sprache und Litteratur. Dne 25. září 1791 se za účasti Leopolda II. konalo zasedání Královské české společnosti nauk, na němž Dobrovský pronesl důmyslně komponovanou řeč Ueber die Ergebenheit und Anhänglichkeit der Slawischen Völker an das Erzhaus Oestreich (O stálé věrnosti, kterouž se národ slovanský domu rakouského po všechen čas přidržel), která znamenala pro něj i pro Společnost významný zlom. Formálně loajální projev, který však obsahuje také určité poučení o skutečné státnické moudrosti, byl v českém překladu Karla Ignáce Tháma zveřejněn v Krameriových c. k. Vlasteneckých novinách, a oslovil tak nejen uzavřený svět vědeckých elit, ale také širší vzdělané vrstvy. Řeč zaujala také císaře, který Společnosti nauk věnoval 6000 zlatých. Díky části této sumy pak mohl Dobrovský uskutečnit velkorysou studijní cestu do Švédska, odkud ještě zamířil do Ruska.

#### Cesta do německých zemí, Švédska, Dánska, Ruska a Polska (1792–1793)
V roce 1792 se Společnost nauk rozhodla věnovat 1000 zlatých na cestu Dobrovského a hraběte Jáchyma ze Šternberka do Švédska, kde měli pátrat po rukopisech a knihách, které Švédové odvezli z Čech a Prahy roku 1648. Cesta za ztracenými bohemiky vedla přes Plzeň a Cheb do německých zemí, kde se Dobrovský zastavil v Erfurtu, Gotě a Hamburku, potom již následoval Stockholm, Upsala, Lund a několik dalších měst. Z finského přístavu Åbo (Turku) pokračovali do Petrohradu a dále do Moskvy, kde Dobrovský hledal zejména staroslověnské literární prameny. Po třech měsících v carském Rusku odjel ještě do Varšavy a Krakova, aby vypátral, zda jsou zde uloženy české či staroslověnské tisky. Po návratu do Prahy Dobrovský zjistil, že profesuru českého jazyka mezitím obsadil jeho přítel Pelcl, který nebyl kompromitován zednářstvím.

#### Cesta do Itálie (1794)
Začátkem roku 1794 doprovodil Dobrovský Bedřicha z Nostic na cestě do Itálie. Po zastávce v Karlsruhe a Kostnici se vydali přes Tyrolsko do Benátek. Zde navštívili Bibliotecu Marcianu a knihtiskárnu specializovanou na hlaholici a cyrilici. Z pobytu v Římě, kde chtěl Dobrovský studovat slovanské rukopisy, však nakonec sešlo, protože Nosticův otec František Antonín náhle onemocněl, takže se museli přes Terst a Lublaň vrátit do Prahy.

#### Na Kampě (1798–1803)

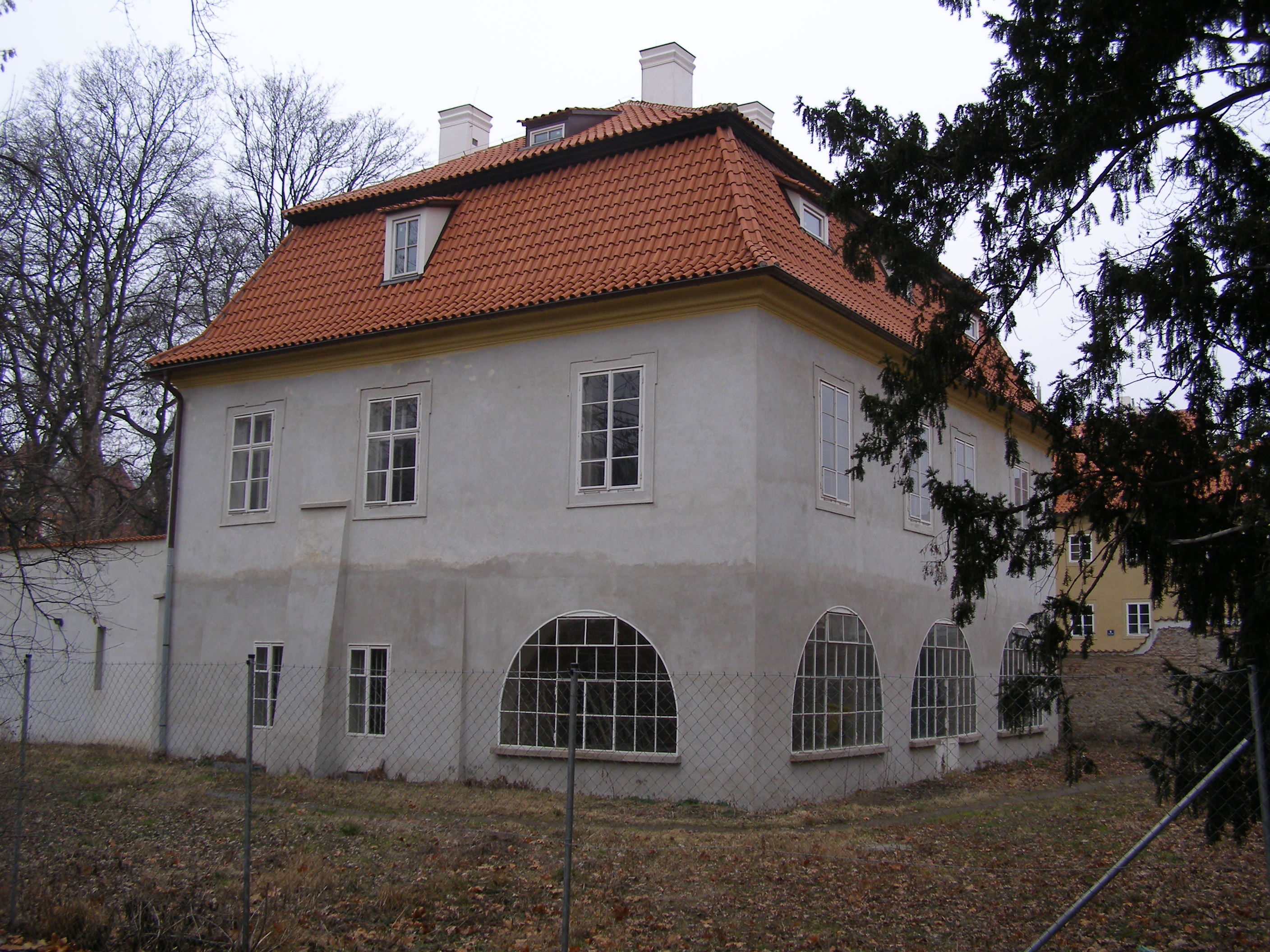
Bývalá koželužna na Malé Straně v ulici U Sovových mlýnů 501/7. Během vlastnictví rodem Nosticů zde žil Josef Dobrovský v letech 1798–1803.

V roce 1798 zakoupil Bedřich z Nostic pro Dobrovského domek na ostrově Kampa uprostřed Šenfeldské zahrady, kde se mohl v klidu věnovat své vědecké práci a ve volném čase pak pečovat o zahradu, květiny a stromy. Během let 1798–1803 tady vznikly spisy Die Bildsamkeit der slawischen Sprache, an der Bildung der Substantive und Adjective in der böhmischen Sprache dargestellt (Tvárnost slovanských jazyků představená na tvoření podstatných a přídavných jmen v českém jazyce; 1799), první díl německo-českého slovníku Deutsch-böhmisches Wörterbuch (Německo-český slovník; 1802), ale také výsledek Dobrovského studia rostlin, jímž byl spis Entwurf eines Pflanzensystems nach Zahlen und Verhältnissen (Náčrt rostlinného systému na základě čísel a poměrů; 1802).

### Soukromým učencem (1803–1829)

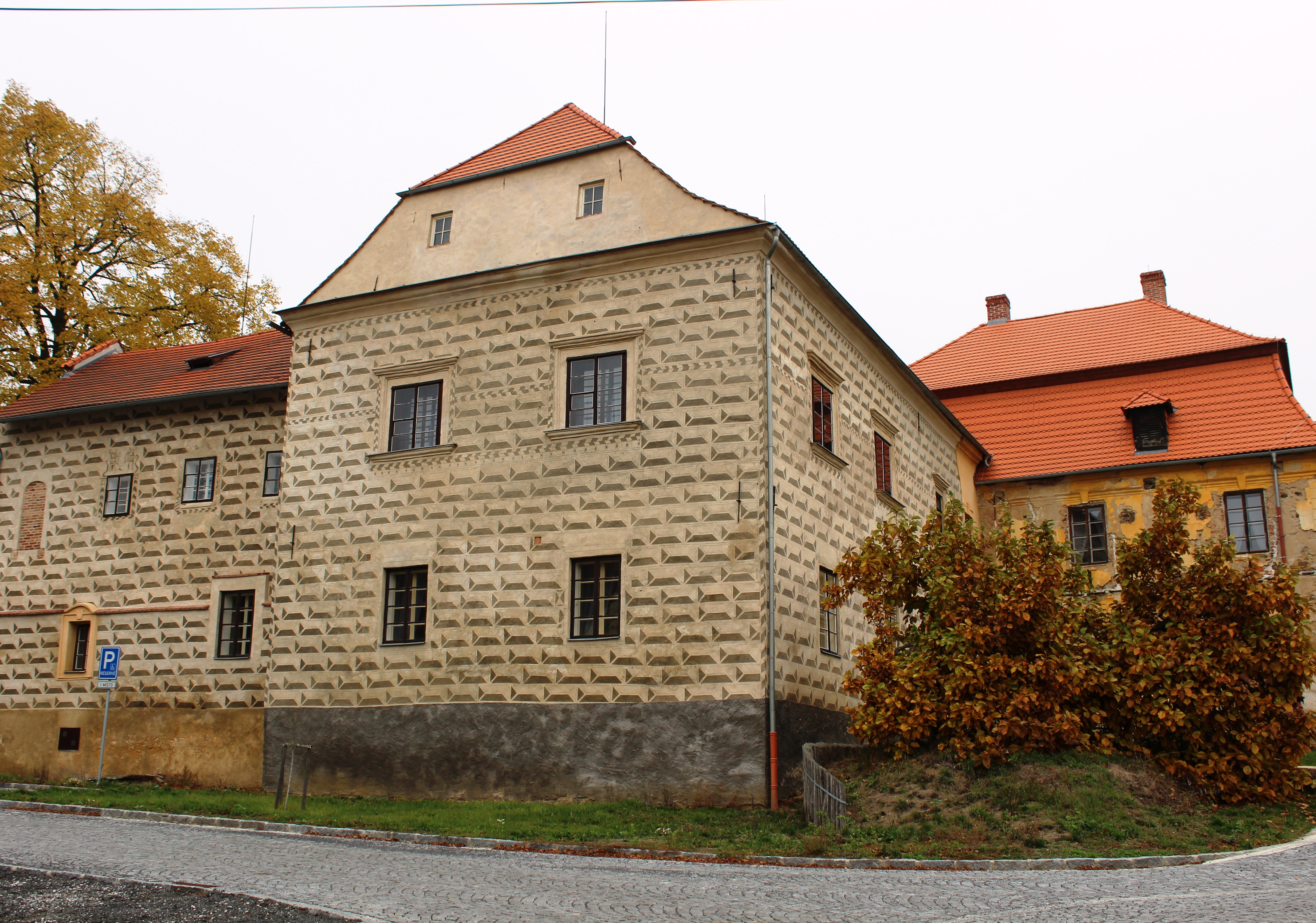
Zámek v Chudenicích

Na rady lékařů, kteří mu doporučovali pobývat více ve společnosti, se Dobrovský v roce 1803 odstěhoval ze samoty na Kampě a s výjimkou zimních měsíců pobýval v lázních a na venkovských sídlech spřátelené šlechty. Neobyčejně si rozuměl např. s hrabětem Františkem Josefem ze Šternberka a Manderscheidu, jenž ho seznámil s Goethem, nebo s Janem Rudolfem Czerninem, u něhož v Chudenicích každý rok několik týdnů bydlel. V roce 1809 bylo vydáno jeho opus magnum Ausführliches Lehrgebäude der Böhmischen Sprache, zur gründlichen Erlernung derselben für Deutsche, zur vollkommenern Kenntniss für Böhmen (Zevrubná mluvnice jazyka českého k základnímu poučení pro Němce a k dokonalé znalosti pro Čechy), což byla česká gramatika, na níž pracoval již od roku 1787. Poté se Dobrovský zaměřil na vědecké zpracování staroslověnštiny. Když se dozvěděl, že Josef Jungmann, Antonín Jaroslav Puchmajer a Václav Hanka pokračují v jeho lexikografickém díle, přenechal jim část svých slovníků s rukopisnými poznámkami. Vedle podpory domácí vědy však nezapomínal ani na svou korespondenci s okolním světem. Dopisoval si mimo jiné se zmíněným Jernejem Kopitarem, Karlem Gottlobem Antonem a Jacobem Grimmem. Dále podnikl několik kratších cest do německých zemí a do Vídně. V roce 1818 se dostal do sporu s novou romanticky cítící generací českých obrozenců, když vyslovil názor, že tzv. Rukopis zelenohorský je falzum, a na tuto skutečnost Jungmanna několikrát upozornil. Po českém vydání rukopisu ho v roce 1824 označil za falzum i veřejně, čímž začal spor o rukopisy. Tento fakt čeští vlastenci nebyli ochotni akceptovat a označili Dobrovského za „slavizujícího Němce“. Jeho dílo pak čeští buditelé dlouho nepovažovali za hodné pozornosti, ačkoliv jim vytvořilo teoretické základy pro veškerou jejich činnost.

### Stáří a smrt (1829)
Dne 17. prosince 1828 Dobrovský přicestoval z císařské audience ve Vídni ke studiu do Brna. Cestou se nachladil a se zápalem plic byl hospitalizován v nemocnici Milosrdných bratří na Starém Brně (dnes ve Štýřicích), kde 6. ledna 1829 zemřel. Pohřeb se konal 8. ledna 1829, pohřební obřad v klášterním kostele Milosrdných bratří sv. Leopolda vykonal opat augustiniánů Cyril František Napp, který patřil k žákům Dobrovského. Ostatky byly uloženy na přilehlý starobrněnský hřbitov u zaniklého kostela sv. Václava. Roku 1831 byl na hrobě vztyčen kamenný náhrobek v podobě kamenné pyramidy s dutinou pro litinový sarkofág (kanopu), který navrhl architekt Leo von Klenze. Financoval jej a litinové části ze svých železáren v Blansku dodal Dobrovského přítel, hrabě Hugo František ze Salm-Reifferscheidtu. Po zrušení starobrněnského hřbitova v roce 1883 byly ostatky exhumovány a s původním náhrobkem přeneseny na nově zřízený Ústřední hřbitov města Brna, kde je hrob dosud. Nachází se ve skupině 32 s číslem 4a.

## Povaha a vzhled

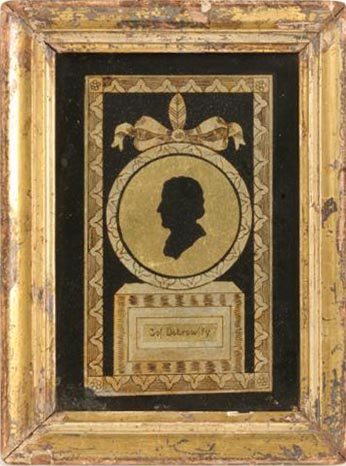
Silueta Josefa Dobrovského, eglomisé na skle, rozměry 22,2 x 16,7 cm, neznámý autor, Čechy, asi po roce 1791 (Historické muzeum)

Ze všech vzpomínek současníků je patrné, že Josef Dobrovský byl člověk s nebývalou autoritou, respektovaný pro svou vzdělanost i v aristokratických kruzích, člověk pevných morálních zásad, kritického ducha a mimořádného nadání k vědecké práci. Přitom byl velmi skromný, přirozený, laskavý, společenský a vtipný, rád býval veselý a rozuměl si s dětmi. Byl svobodomyslný a neměl rád společenská klišé. Díky své pevné vůli se dokázal potýkat i se svou duševní nemocí a v mezidobích potom intenzivně pracovat a plně společensky žít. V roce 1813, kdy mu bylo 60 let, jej malíř František Horčička popsal takto: „Abbé Dobrovský musel být v mladých letech skutečně krásný a statný muž. Jeho postava je stále ještě vysoká a štíhlá; jen stáří a nemoci značně nachýlily jeho hlavu, již nosil kdysi zpříma a mužně; také jeho vlasy docela zbělely a splývají lehce a neuspořádaně ve velkých stříbřitě bílých kadeřích dolů. Jeho obličej je oválný, jeho oko šedé, jeho nos orlí, jeho rty jemně vykrojeny. Barva jeho obličeje byla v době, kdy jsem ho důkladněji poznal, olovnatě šedá; žár v jeho očích jakoby téměř odumřel.[...] Jeho hlas už občas nezní příjemně, ale žalostně, nemocně. Také nemluví zcela souvisle, ale chvílemi skáče z jedné věci na druhou.“ František Palacký vzpomínal čtyři roky po Dobrovského smrti, že: „rád měl zábavy společenské, duchaplný vtip, žert a ironii; byť při tom sebe peprněji si byl vedl, vždy řídil se přece šťastným taktem, že neurážel.“ V Palackého paměti zůstal Dobrovský jako „krásný muž, postavy vysoké, ztepilé, pravidelných rysů v obličeji, živého zraku a výrazné duchaplné tváře. Tělesné jeho držení bylo ještě ve vysokém stáří rovné a pevné […].“ Ačkoliv se poměrně brzy stal uznávanou vědeckou celebritou, většina jeho dochovaných portrétů vzniklých v jeho mužném věku má charakter příležitostných, umělecky nepříliš náročných dílek. Ve svých 67 letech se však dočkal skutečně zdařilého a důstojného portrétu. Je jím proslulá olejomalba, kterou vytvořil František Tkadlík v roce 1820 ve Vídni. Portrétista zde zachytil prosvětlenou starcovu tvář a jasně modrošedé oči, z nichž hledí moudrá skepse stáří mírněná náznakem laskavého úsměvu.

## Dílo

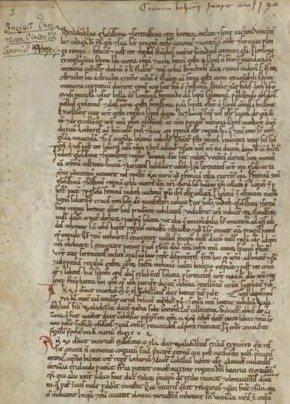
Letopis Vincenciův z 12. století. Tento rukopis o rozsahu 30 listů objevil v roce 1826 kaplan Josef Dietrich a věnoval jej Josefu Dobrovskému, který pak rukopis roku 1828 daroval Strahovské knihovně. Od tohoto roku je zde uložen pod signaturou DF III 1.

### Historie a historiografie
| „ | Nejbezpečnější prostředek, jak naše dějiny očistit od pohádek a výmyslů, je nic nepřijímat bez platných svědectví a vždy jít nazpět k prvnímu prameni. | “ |
| — Josef Dobrovský, Kritische Versuche, die ältere böhmische Geschichte von spätern Erdichtungen zu reinigen, III, Prag 1819, s. 3 [přel. Marie Bláhová] | |   |

Dobrovského případové studie k některým otázkám nejstarších českých dějin jsou obsaženy v tzv. Kritických pokusech, resp. v třídílném spise Kritische Versuche, die ältere böhmische Geschichte von spätern Erdichtungen zu reinigen (Kritické pokusy očistit starší české dějiny od pozdějších smyšlenek). Zde se vyjadřuje k otázce Bořivojova křtu, k legendě o Ludmile a Drahomíře a k legendě o svatém Václavu a Boleslavovi. K cyklu Kritických pokusů se dále volně řadí jeho spis o slovanských apoštolech Cyrilovi a Metodějovi Cyrill und Method der Slawen Apostel: ein historisch-kritischer Versuch (Cyril a Metoděj: apoštolové Slovanů : historicko-kritický rozbor). Třebaže se v některých svých závěrech jako historik mýlil (nemohl např. zohlednit některé po jeho smrti nově nalezené prameny), má nepopiratelné zásluhy na prosazení kritické metody v české historiografii. Pokud jde o bádání v pomocných vědách historických, lze i zde konstatovat, že Dobrovský byl k němu vybaven lépe než mnohý z jeho současníků. Znal práce francouzských i německých historiků, z kterých čerpal své znalosti o paleografii a diplomatice, ale i dalších příbuzných disciplínách. Historik Václav Vojtíšek se o Dobrovském vyjádřil, že je „o něm možno mluvit jako o kodikologovi dávno dříve, než kodikologie vznikla, a při tom myslil na úplný soupis českých rukopisů.“ Jeho soupisy rukopisů jsou pozoruhodné zvláště uváděním vnějších znaků, jako je stáří, formát, počet folií, výzdoba a vazba. Všímá si i písma, vlastnických poznámek a kolofonů. Nesporný je také Dobrovského přínos ke studiu bohemik v zahraničních knihovnách.
V roce 2003 se objevila hypotéza profesora Harvardovy univerzity Edwarda L. Keenana, že by Josef Dobrovský mohl být autorem eposu Slovo o pluku Igorově. Jako jeden z argumentů uvádí slovo „rána“ (ve výrazu „pod ranami“) použité ve významu „úder“, což je ve slovanských jazycích pouze v češtině, v jiných jazycích má slovo „rána“ význam „zranění“. Historik Milan Fryščák ve své studii Keenanovy teze zpochybnil na základě následujících argumentů: 1) Přestože Dobrovský trpěl duševní nemocí, jeho dílo se se světem nemoci nikde neprolíná. 2) Podle Dobrovského postoje v otázce rukopisných padělků Václava Hanky je zřejmé, že samotná možnost takovéhoto podvodu by se příčila jeho povaze. 3) Dobrovský nebyl umělcem, o jeho hypotetické schopnosti a motivaci imitovat text Slova přetvářením starších textů lze úspěšně pochybovat. 4) Dobrovský nemohl mít za svého života tak pokročilé znalosti církevně-slovanského jazyka. Některé jeho omyly v otázce ortografie prokázal Alexandr Christoforovič Vostokov až po Dobrovského pobytu v Rusku roku 1820.

### Paleoslavistika a biblistika
| „                                      | V učené republice není žádných Slovanů a žádných Němců. | “ |
| — Josef Dobrovský, [přel. Jiří Brabec] |                                                         |   |

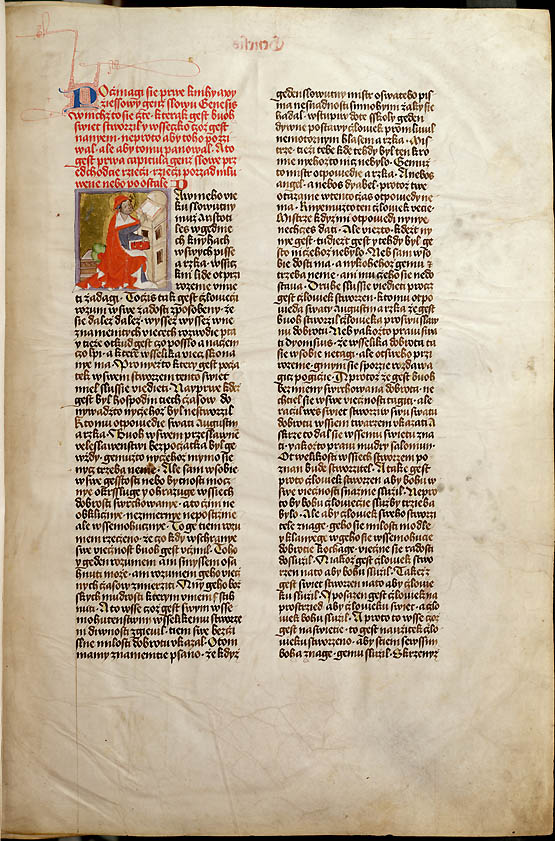
Bible olomoucká, I. díl, 1417, sign. M III 1/I, folio 0001r

Dobrovský se již od vydání své první práce o staročeské bibli Über das Alter der böhmischen Bibelüberstetzung (O stáří českého překladu Bible) pokoušel objasnit vznik českého překladu bible a jeho poměr ke staršímu překladu staroslověnskému. V této oblasti položil základ svého třídění českých rukopisných biblí do čtyř tzv. biblických „recenzí“. Základním předpokladem pro toto zkoumání bylo pořízení soupisů všech staročeských rukopisů bible. V tomto oboru tedy Dobrovský vykonal základní průkopnickou práci, a i když se mu nepodařilo sepsat dějiny české bible, postavil tento výzkum na více než solidní základy, na nichž mohli stavět další badatelé. Dobrovský zdůrazňoval velký jazykový, literárněhistorický a kulturní význam staročeské bible, neboť mimo jiné poskytuje bohatý materiál pro poznání slovní zásoby a mluvnické stavby češtiny i ostatních slovanských jazyků.
Při zkoumání slovanských biblí vycházel Dobrovský ze svých hebraistických studií. Když profesor hebrejštiny na teologické fakultě pražské univerzity Hieronymus Frida opustil svůj úřad, měl Dobrovský o tuto pozici zájem. Svou kompetenci na profesuru Starého zákona chtěl prokázat prací o hebrejských písmenech Iosephi Dobrowsky De antiqvis Hebraeorvm characteribvs dissertatio: in qva speciatim Origenis Hieronymiqve fides testimonio Iosephi Flavii defenditvr (Disertace o starých hebrejských písmenech : ve které je zvláště hodnověrnost Origena a Jeronýma podepřena Svědectvím Josefa Flavia; 1783). Zde vyslovil s poukazem na Josefa Flavia hypotézu o zavedení tzv. aramejského písma Ezdrášem. Johann D. Michaelis v recenzi této práce ocenil pečlivé údaje, nesouhlasil však s jejím závěrem. Měl totiž za to, že zavedení aramejského písma je dosvědčeno jen nespolehlivou ústní tradicí. Pozdějším výzkumem byl však potvrzen Dobrovského názor o existenci dvou typů starého hebrejského písma stejně jako tvrzení, že staré hebrejské i aramejské písmo má stejné kořeny. Nejzávažnější Dobrovského příspěvky k hebraistice zůstaly neuveřejněny. Jsou to zejména jeho pokusy o aplikaci matematiky na studium souhlásek v hebrejských trojsouhláskových kořenech. Tyto znalosti a zásady textové kritiky hebrejské bible později použil pro studium starých slovanských biblí stejně jako v samotném třídění staroslověnských souhlásek.

### Dobrovský a (slovanská) jazykověda
V rámci osvícenské vědy již existovaly určité domněnky o příbuzenství latiny a řečtiny se sanskrtem. Nejstarší teorie o indoevropských jazycích formulovali William Jones a Friedrich Schlegel. První systematické propracování těchto tezí nabízí až dílo Conjugationssystem der Sanskriptsprache (1816) od Franze Boppa. Dobrovský tyto práce neznal. Ještě před Boppem však postavil své zkoumání slovanských jazyků na stanovení kořenů a určení pravidel tvoření a odvozování slov. Svou teorii kořenů spolu s úvahami o původu slovanského jazyka poprvé publikoval ve své stati Ueber den Ursprung und Bildung der Slawischen, und insbesondere der Böhmischen Sprache (O původu a tvoření slovanských jazyků a češtiny zvláště) v roce 1791. Později své názory shrnul ve spisku Entwurf zu einem allgemeinen Etymologicon der slawischen Sprachen (Náčrt k obecné etymologii slovanských jazyků; 1813). Když zdůrazňuje, že heslovými slovy slovanského etymologického slovníku by měly být kořeny rozdělené do tří tříd, a rovněž konstatuje, že časování je jistý druh „skládání“, tak zde vlastně před Boppem vyslovuje „aglutinační“ teorii. Na tento názor měla zajisté vliv i Dobrovského hebraistická studia. Z korespondence s Kopitarem je zřejmé, že se zvláště ke konci svého života zabýval také sanskrtem a jeho souvislostí se slovanskými jazyky. Tehdy se v dopisech poprvé objevuje jméno Franze Boppa s politováním, že z neznalosti jazyka nepřihlédl i k slovanskému materiálu. Tyto myšlenky vyslovil Dobrovský na samém konci svého života, aniž by je dále rozpracoval. Nelze jej tedy pokládat za jednoho ze zakladatelů indoevropské jazykovědy, jak to činí např. Miloš Weingart v doslovu k české edici Dobrovského církevně-slovanské mluvnice.
Josef Dobrovský je v nejednom ohledu průkopníkem v oblasti klasifikace slovanských jazyků. Založil první lingvisticky fundovanou klasifikaci těchto jazyků s ohledem na geografické oblasti, tj. na dichotomii mezi jihovýchodními a severozápadními slovanskými jazyky. Jeho klasifikace představená v dílech Lehrgebäude der Böhmischen Sprache a Institutiones linguae slavicae dialecti veteris však byla později kritizována za to, že bulharštinu, ukrajinštinu nebo běloruštinu nepovažoval za samostatné jazyky. Pokud jde o Dobrovského pojetí tvoření slov vyložené ve spisech Die Bildsamkeit der slawischen Sprache a Die Bildung der Wörter, to vykazuje v některých ohledech shody s dnešním chápáním slovotvorného procesu (např. pojem Nebenbegriff, tj. vedlejší význam slova), v celku se však od současného pojetí liší. Některá zjištění Dobrovského platí stále, ale jiná již zastarala. V každém případě byl Dobrovský prvním českým jazykovědcem, který si tyto otázky kladl, a jeho na svou dobu rozsáhlé a důkladné zpracování českého tvoření slov zůstává jeho trvalou zásluhou.

### Dobrovský a čeština
| „ | Češi opustili svou společnou výslovnost a píší podle moravské a slovenské, to jest starší výslovnosti. Tato výslovnost tak dlouho variovala, až se podle českých bratrů konečně ustálil nynější pravopis. […] bylo by možné začít Hájkem a skončit Komenským: to by bylo období více než 130 let, v němž Čechy oplývaly bohatou literaturou. | “ |
| — Josef Dobrovský, Josefa Dobrovského korrespondence. IV, Vzájemné listy Josefa Dobrovského a Jiřího Ribaye z let 1783-1810, Praha 1913, s. 178–179. [překl.] | |   |

Dobrovského mluvnice češtiny Ausführliches Lehrgebäude der böhmischen Sprache dosud nebyla vyčerpávajícím způsobem analyzována ve všech rovinách, jimiž by mělo být její zpracování v kontextu předcházejících, soudobých a následujících mluvnic a rovněž z hlediska moderní metodologie. Z pohledu sociolingvistického lze konstatovat, že plnila zvláštní úlohu v jazykovém programu českého národního hnutí. V této souvislosti šlo bezpochyby o obranu jazyka s vyzdvihnutím jeho estetických hodnot, slavné minulosti a výrazové schopnosti. Primárním cílem Dobrovského patrně nebylo hledání spisovné normy, Lehrgebäude také postrádá jakýkoliv aspekt komunikace či agitace, neboť jeho dílo nebylo určeno širokému česky hovořícímu publiku. Jeho výklad, který je výsledkem jeho zaměření na textovou kritiku, je spíše výrazem učeneckého zájmu o strukturu jazyka a hledání jeho hranic. Novější čeština, která Dobrovskému v porovnání se starší řečí připadala chudá a slohově i výrazově nesprávná, zde měla být z hlediska dějin či dochovaných památek porovnána s popisem jazyka, který považoval za ústrojný a „správný“. Již během svého působení v Olomouci navštěvoval „učené sedláky“, jejichž češtinu považoval za „nezkaženou“. V otázce referenční funkce jazyka se Dobrovský klonil k názoru, že úlohu přirozeného komunikačního prostředku ve sféře kulturní komunikace již plní němčina, která ještě tehdy nestála v pozici „nepřítele“, vůči němuž by se národní hnutí muselo vymezovat. Za první české klasické dílo považoval kralický překlad bible, u něhož si povšiml, že čeština se obohatila a zjemnila, stala se ohebnější a nenucenější, sloh plynnější, výraz výstižnější a přiměřenější. Soudobou situaci však hodnotil jako úpadek projevující se nedostatkem původních děl. Při svých úvahách o gramatice neměl Dobrovský na mysli úplnou sociální strukturu nového národa. Obrozeneckou intenci jeho dílu přisoudila až pozdější recepce. To, že Dobrovský sáhl k jazyku starší normy, mělo své opodstatnění v tom, že v knížkách lidového čtení byl v jeho době tento jazyk ještě zachován a lidé, kteří uměli a chtěli číst, mu rozuměli. Výsledkem aplikace jeho gramatického díla je potom souběžné používání spisovného jazyka a obecné češtiny.
V 18. a 19. století mělo pro utváření novodobé spisovné češtiny značný význam prostředí císařské Vídně. Zde existoval úřad tzv. „sprachmeistera“ (böhmischer Sprachmeister), což byl učitel češtiny, který tomuto jazyku učil rakouské arcivévody i samotného panovníka. V Dobrovského době tuto úlohu plnili jazykovědci Jan Václav Pohl, Maximilián Václav Šimek, Jan Blažej Athanasius Spurný a Josef Valentin Zlobický. S těmito vídeňskými učiteli udržoval Dobrovský korespondenci a vedl s nimi i četné polemiky, které vyjasnily jeho vědecké postoje k řadě slavistických, komparatistických a historických problémů. Ve sporu s Pohlem se mladý Dobrovský vzepřel jeho puristickému novotaření ve slovotvorbě a upevnil při tom svou argumentaci o výhodnosti kontinuity se starým bratrským pravopisem. Zlobického pak kritizoval za jeho germanizující právnickou češtinu v překladech říšských zákoníků. Tato spolupráce byla oboustranně výhodná, neboť vídeňští jazykovědci mohli korigovat své nedostatky a Dobrovský byl zase mírněn ve svém hyperkriticismu.

### Odkaz Dobrovského ve slovanské filologii

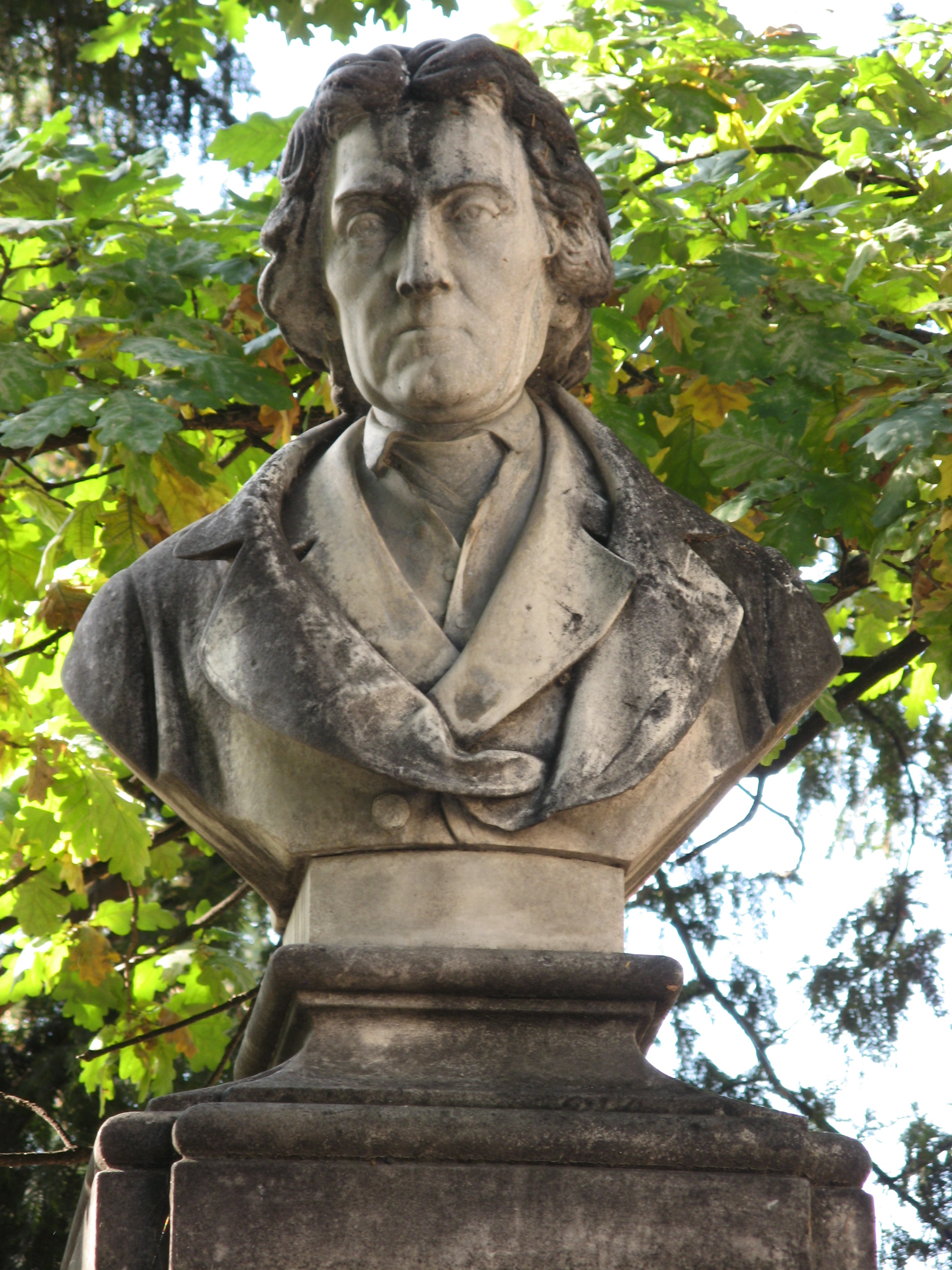
Busta Josefa Dobrovského z roku 1891 od sochaře Tomáše Seidana

Josef Dobrovský prokazatelně ovlivnil vývoj slovanských studií v Rusku 19. století. V letech 1800–1810 si dopisoval s filologem Alexandrem Christoforovičem Vostokovem, spisovatelem Alexandrem Semjonovičem Šiškovem a historikem Nikolajem Michajlovičem Karamzinem, byl zvolen za člena Ruské akademie a v roce 1820 se stal rovněž členem Svobodné společnosti milovníků ruské literatury. Značné vážnosti se v Rusku těšilo dílo Institutiones linguae slavicae dialecti veteris, které se po založení kateder slovanských jazyků na ruských univerzitách v roce 1835 stalo součástí osnov zejména ve smyslu standardní charakteristiky slovanských jazyků. Dobrovského historické práce ovlivnily ruské podání cyrilometodějské problematiky. Historik, slavista, archeolog a etnograf Alexandr Alexandrovič Kotljarevskij (1837–1881) o Dobrovském napsal, že „mu Evropa vděčí za to, že jí odkryl slovanský svět.“ Na konci 19. století v Rusku o Dobrovském publikoval např. filolog a historik Ivan Alexejevič Sněgirev (1843–1893), který se pokusil popsat „Dobrovského školu“ v ruské slavistice.
Přestože jako slavista Dobrovský neodlišoval ukrajinský jazyk od ruštiny, a to ani jako dialekt, jeho myšlenky ovlivnily formování ukrajinského spisovného jazyka v 1. polovině 19. století. Publikované spisy Josefa Dobrovského otvíraly před první generací ukrajinského národního hnutí nový slovanský svět, seznamovaly ukrajinské intelektuály s dějinami, literaturou, jazykem a etnografií jednotlivých slovanských národů a ukazovaly tak cestu k podobné práci v rámci vlastního národa. Studie Dobrovského byly pro Ukrajince vzorem a podnětem pro zkoumání mateřského jazyka a probouzely v nich vědomí jazykové svébytnosti a národní hrdosti.
Recepci Dobrovského díla ve Slovinsku zprostředkovával především jeho přítel a „slovinský Dobrovský“ Jernej Kopitar. Ten ihned po vydání Institucí okomentoval tento spis ve dvou kratších textech. Ve slovinské kultuře lze vystopovat recepci reflexivní (Kopitar) i kompilačně reproduktivní (především Fran Serafin Metelko). Slovinští učenci, kteří tehdy procházeli zejména školou slovanské filologie ve Vídni (Vatroslav Jagić), se v díle českého slavisty mohli poprvé seznámit s nadnářeční podobou spisovné slovanštiny. U slovinských autorů mluvnic a slovníků do 1. poloviny 19. století bylo běžné přejímání jednotlivých lexikálních příkladů z Dobrovského prací. Na Kopitarově náhrobku v Lublani je nápis „In slavicis literis augendis magni Dobrovii ingeniosus aemulator“ (V rozšiřování slavistiky velkého Dobrovského důmyslný napodobitel).
Dobrovský měl velký vliv na lužickosrbské národní obrození, zejména v jeho první etapě, neboť přispěl k vytvoření samotných základů lužickosrbské filologie. To je patrné z gramatických děl Handrije Zejlera a Jana Arnošta Smolera. Naopak pro české slavisty byly oba lužickosrbské jazyky důležitým prostředkem k lepšímu poznání češtiny i k vlastním filologickým výzkumům.

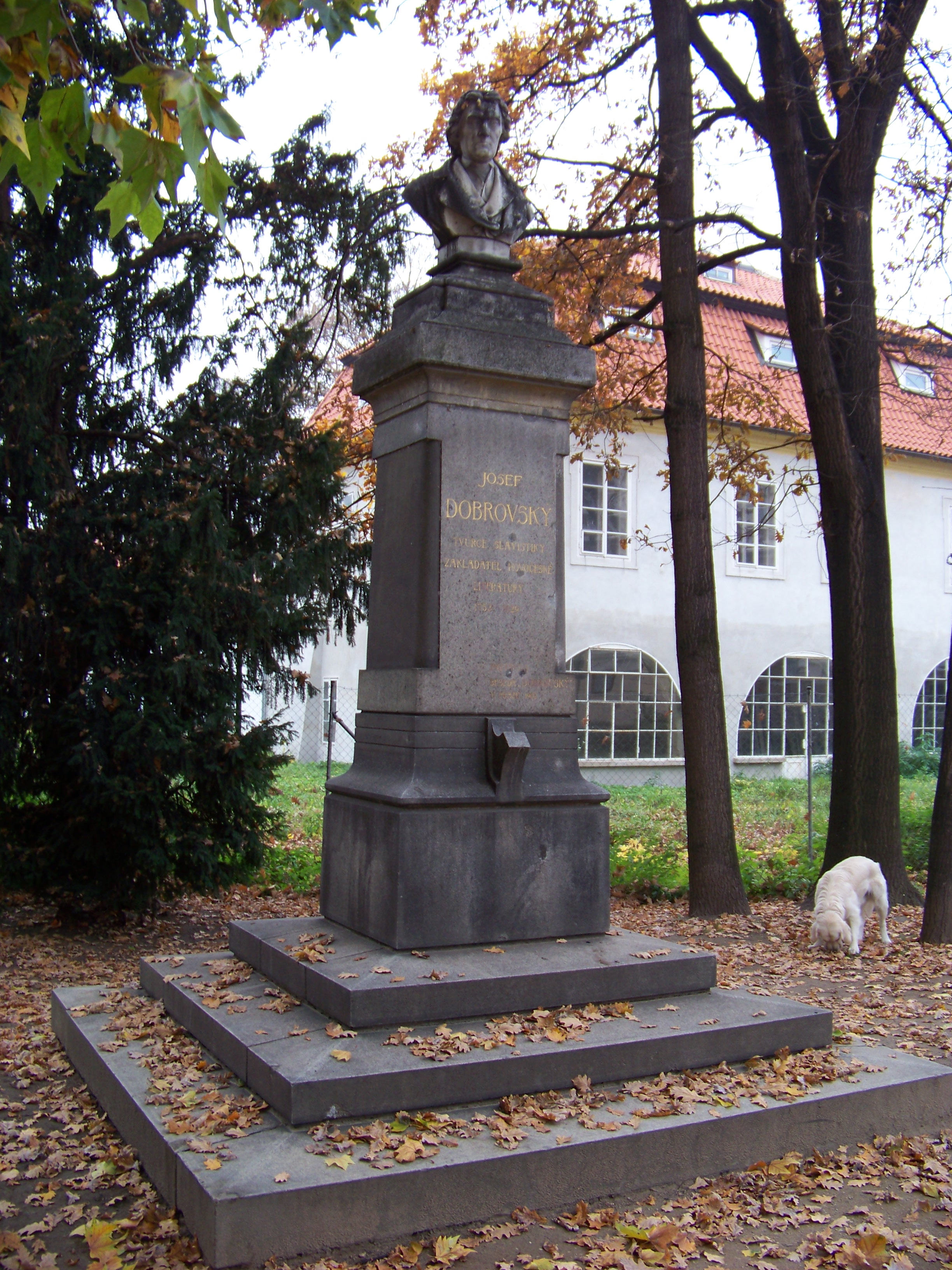
Park Kampa, pomník Josefa Dobrovského
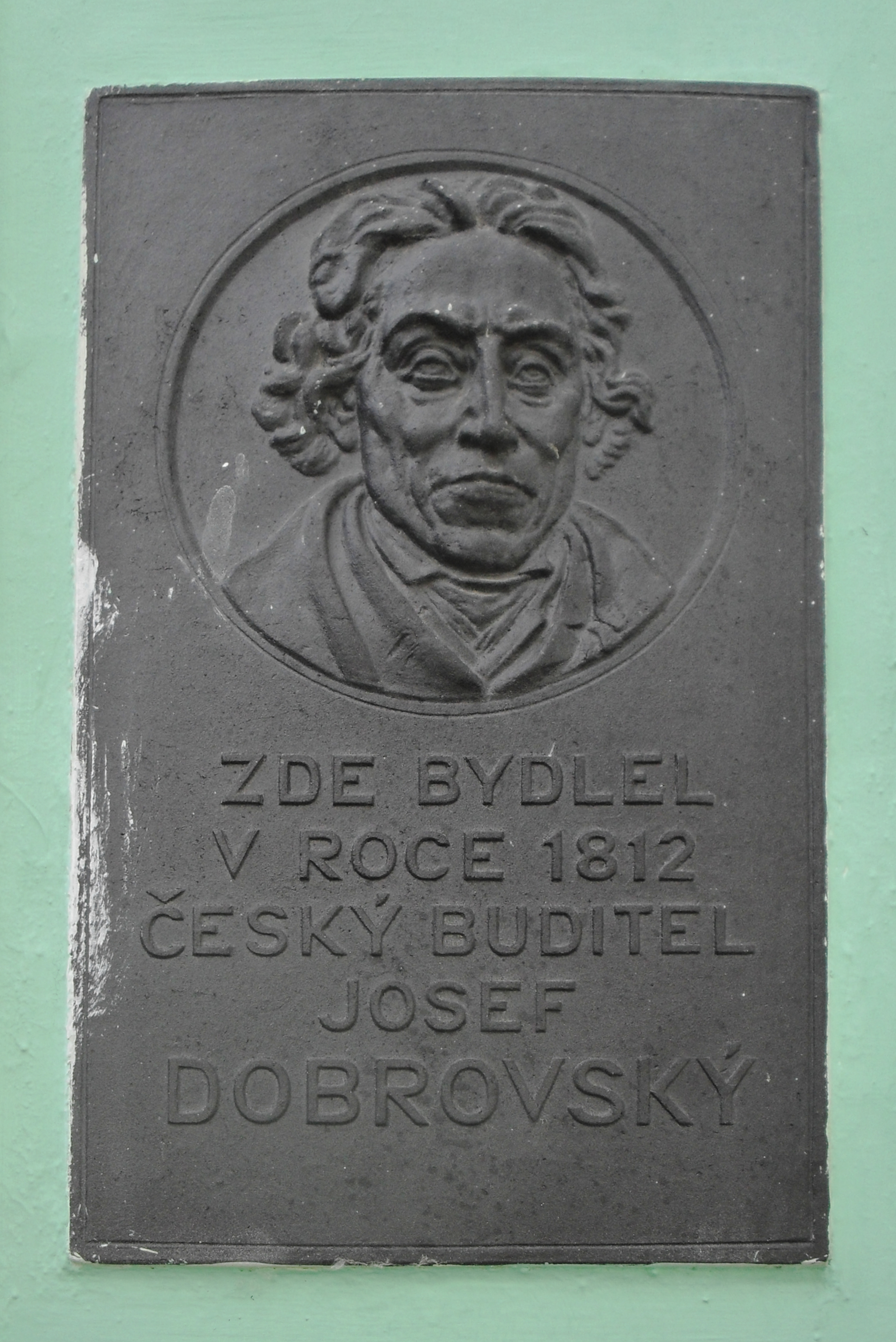
Pamětní deska pobytu Dobrovského, lázeňský dům čp. 74 v Teplicích
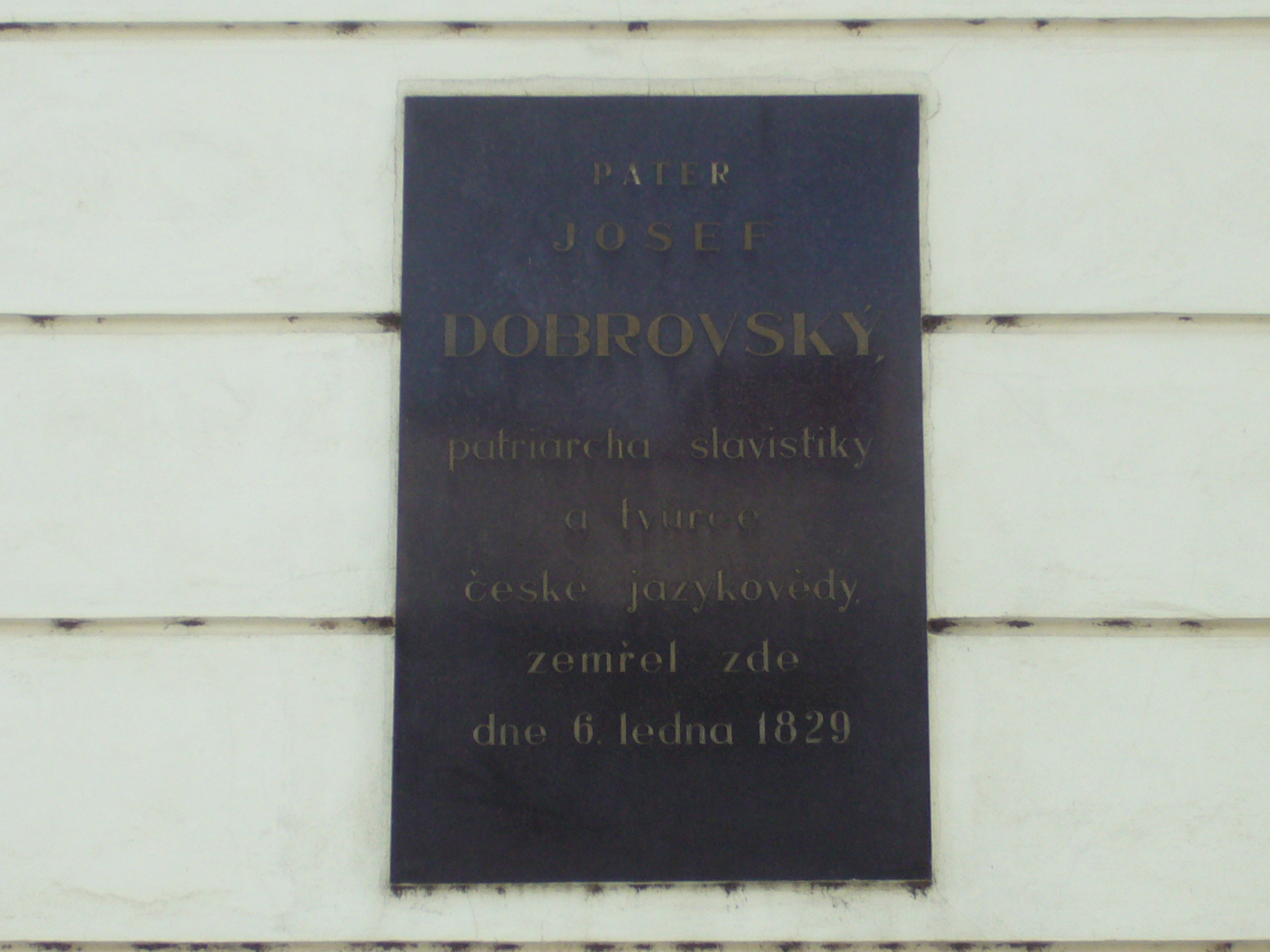
Pamětní deska připomínající místo úmrtí Josefa Dobrovského
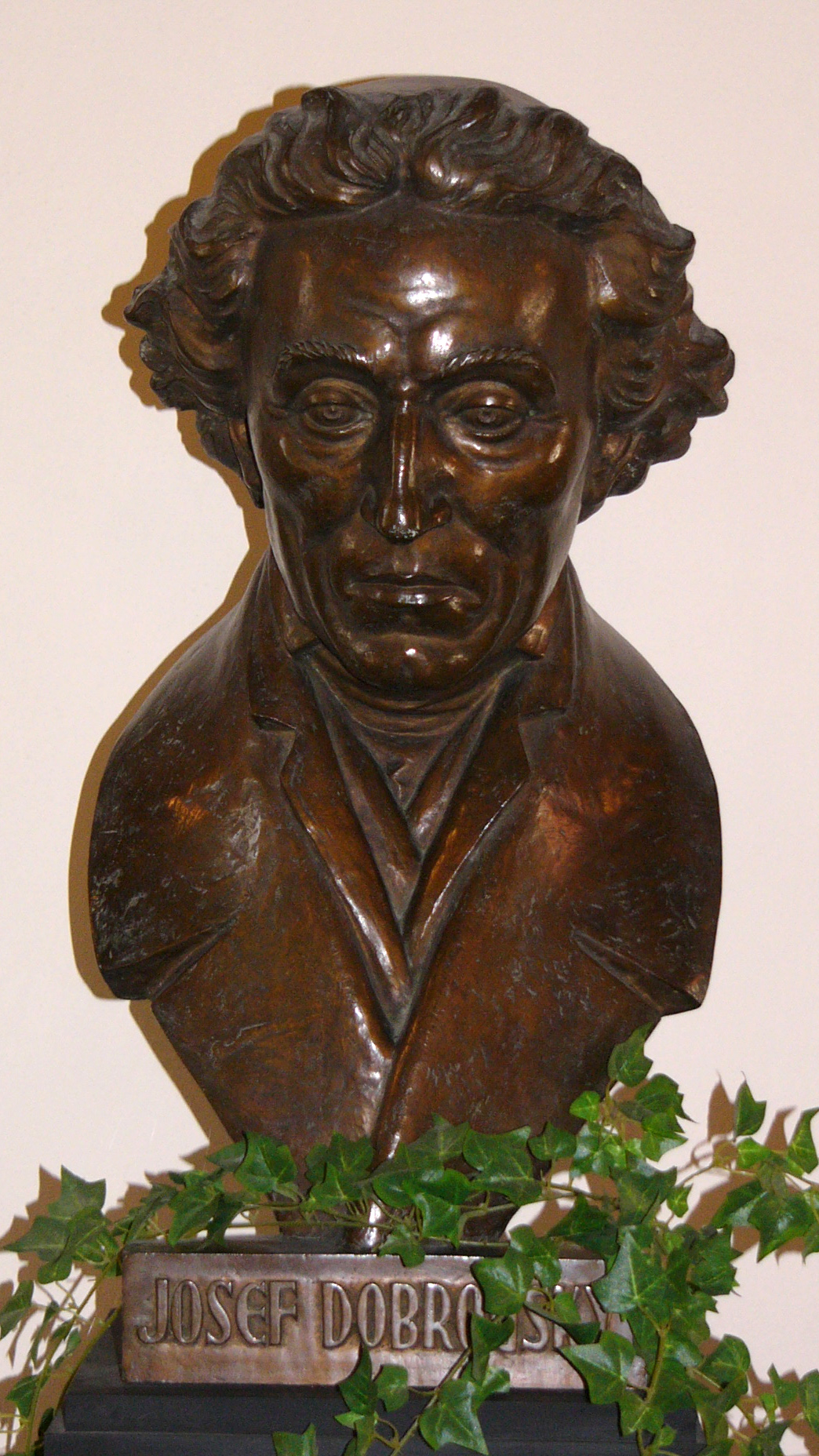
Dobrovského busta v knihovně kláštera Hradisko v Olomouci.

## Výběrová bibliografie

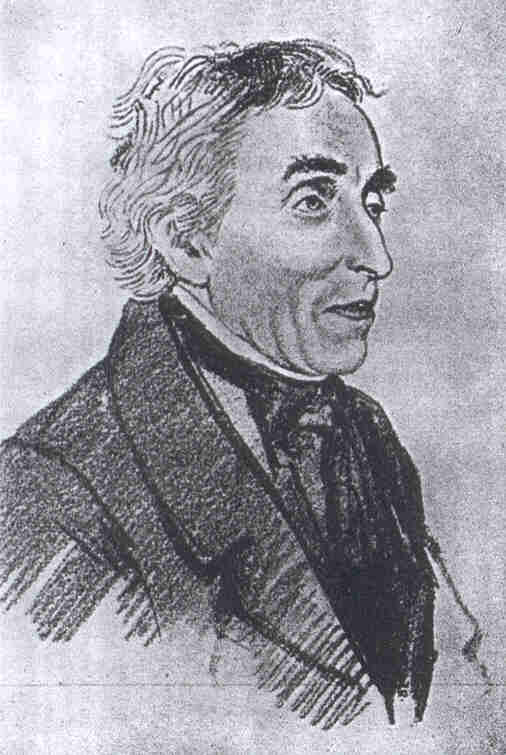
Portrét Josefa Dobrovského, kresba tužkou, Orest Adamovič Kiprenskij, Mariánské Lázně 4. 7. 1823, Petrohradská pobočka Archivu Ruské akademie věd.

### Studie a monografie

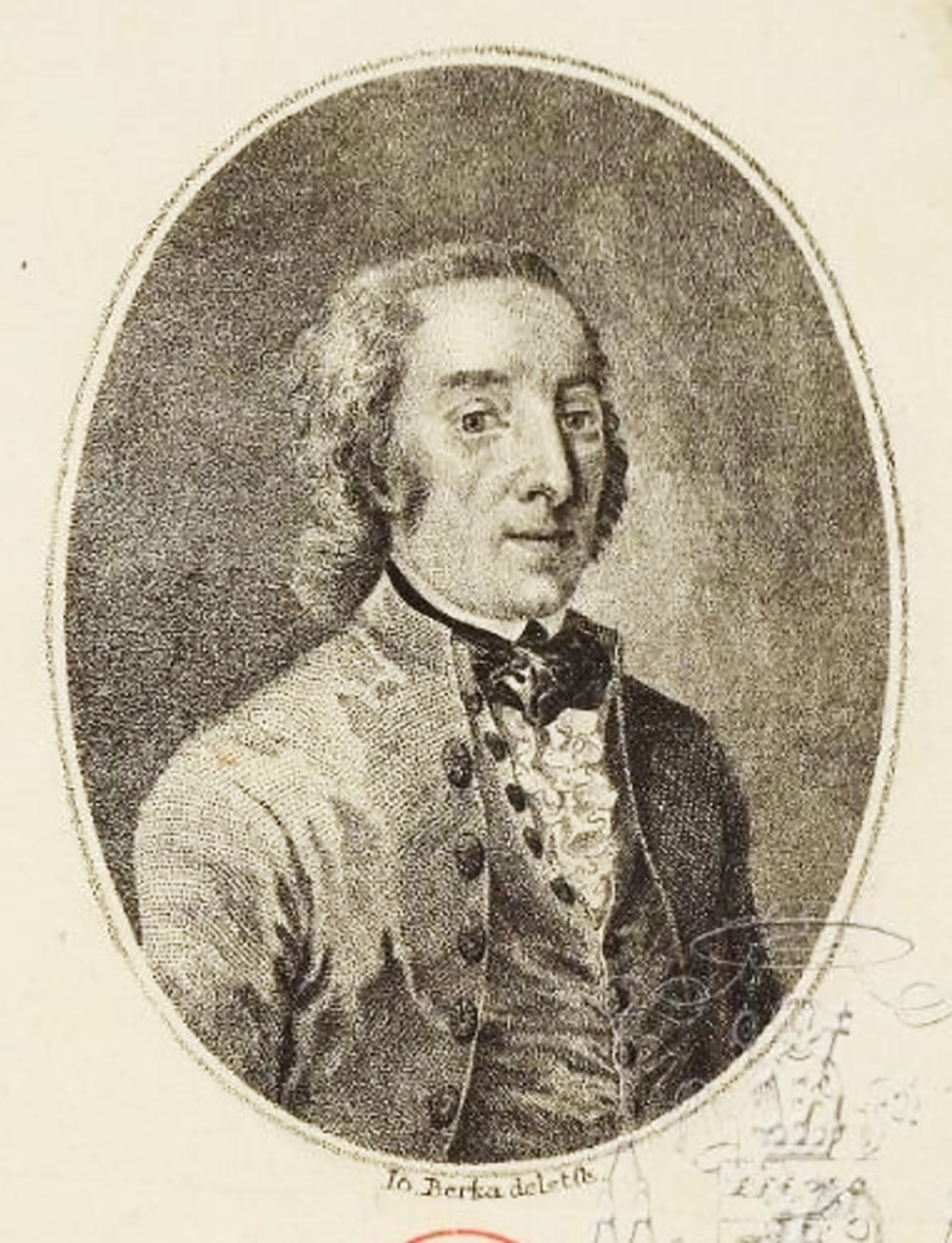
Portrét Josefa Dobrovského, tečkovací rytina, Jan Berka, Praha ca 1810–1820

- Pragische Fragmente Hebräischer Handschriften. In: Michaelis, Johann David. Orientalische und Exegetische Bibliothek. Teil 12, 1777, s. 101–111. Dostupné online
- Corrigenda in Bohemia docta Balbini juxta editionem P. Raphaelis Ungarn canon. Praemonstr. SS. theologiae doctoris. Pragae: : [s. n.], 1779, 43 s. Dostupné online
- Antwort auf die Revision der böhmischen Litteratur. Prag: Zu haben einzeln, und mit der böhm. Lit. in der Mangoldischen Buchhandlung, 1780. 30 s. Dostupné online
- Prüfung der Gedanken über die Feldwirtschaften der Landgeistlichen. Prag [s. n.], 1781, 23 s. Dostupné online
- Abhandlung über den Ursprung des Namens Tschech (Czech), Tschechen. Prag: gedruckt bey Johann Ferdinand Edlen von Schönfeld, 1782. [2], 16 s. Dostupné online
- Über das Alter der böhmischen Bibelübersetzung. In: Abhandlungen einer Privatgesellschaft 5, 1782, s. 300–322.
- Iosephi Dobrowsky De antiqvis Hebraeorvm characteribvs dissertatio: in qva speciatim origenis Hieronymiqve fides testimonio Iosephi Flavii defenditvr. Pragae: Characteribus Caesareo-Regiae Scholae Normalis, 1783. 51, [3] s. Dostupné online
- Rezension und kritische Anmerkungen über des Reichstädter Herrn Dechants von Schönfeld am 25. May in der Skalka gehaltene lateinische Lobrede auf das Fest des heiligen Johann von Nepomuk. Prag, Auf Kosten des Verfassers, 1783, 29 s.
- De sacerdotum in Bohemia caelibatu narratio historica, cui constitutiones concilii Moguntini, Fritzlariae 1244 celebrati, adnexae sunt. Pragae 1787, 40, 23 s. Dostupné online
- Geschichte der böhmischen Pikarden und Adamiten, In: Abhandlungen der Böhmischen Gesellschaft der Wissenschaften: auf das Jahr 1788. oder Vierter Theil, nebst der Geschichte derselben. Mit Kupfern. Prag: In der Waltherischen Hofbuchhandlung, 1789. 2 nečíslované strany, s. 300–343. Dostupné online
- Ueber die Ergebenheit und Anhänglichkeit der Slawischen Völker an das Erzhaus Oestreich: vorgelesen den 25 Sept. 1791 im Saake der k. Böhm. Gesellschaft der Wissenschafte in Gegenwart Sr. Maj. des Kais. Leopold des II. Prag: gedruckt bey Franz Gerzabek, 1791. 8 s. Dostupné online
- Geschichte der Böhmischen Sprache und Litteratur. Aus dem ersten Bande der neuern Abhandlungen der k. böhm. Gesellschaft der Wissenschaften; jetzt aber sehr und ganz umgearbeitet. Prag: bey Johann Gottfried Calve, 1792. 219 s. Dostupné online
- Typus declinationum linguae Bohemicae nova methodo dispositarum. Pragae 1793, 11 s.
- Typus declinationum ex grammatica Pelcliana. In:Grundsätze der böhmischen Grammatik. Prag 1795, s. 209–246. Dostupné online
- Litterarische Nachrichten von einer auf Veranlassung der böhm. Gesellschaft der Wissenschaften in Jahre 1792 unternommenen Reise nach Schweden und Rußland. Prag: bei J. G. Calve, 1796. [2], 272 [i. e. 172], s. , [1] obr. příl. Dostupné online
- Ueber den ersten Text der Böhmischen Bibelübersetzung: nach den ältesten Handschriften derselben, besonders nach der Dresdner. [S.l.: s.n., 1798?]. 27 s. Dostupné online
- Drittes, viertes und fünftes Zehend zur richtigen Beurtheilung des Thamischen deutsch-böhmischen National-Lexikons. In der Altstadt Prag in der Jesuitengasse Nro. 498.: Herrlische Buchhandlung, 1798. [4] listy. Dostupné online
- Dritte und letzte Antikritik und Abfertigung des Joseph Dobrovský mit allen seinen Zehenden [et]c.: zur Beurtheilung unpartheyischen Lesern vorgelegt. Prag: [s.n.], 1798. [4] s. Dostupné online
- Neues Huelfsmittel die Russische Sprache leichter zu verstehen, vorzueglich fuer Boehmen, zum Theile auch fuer Deutsche: Selbst fuer Russen, die sich in den Boehmen verstaendlicher machen wollen: Ein zweckmüssiger Auszug aus Heyms Russischer Sprachlehre. Prag: mit Schriften der k.k. Normalschul-Buchdruckerey, 1799. 53 s. Dostupné online
- Die Bildsamkeit der slawischen Sprache, an der Bildung der Substantive und Adjective in der böhmischen Sprache dargestellt. Prag: In der Herrlischen Buchhandlung, 1799. lxviii s. Dostupné online
- Slovo Slauenicum, in specie Czechicum. Praga Bohemorum, 1799, 12 s. Dostupné online
- Neues Hilfsmittel die russische Sprache leichter zu ferstehen, vorzűglich fűr Böhmen, zum Theile auch fűr Deutsche…. Prag, 1799, 53 s.
- Ueber die ehemaligen Abbildungen böhmischer Regenten, und ihre Inschriften, in der prager Königlichen Burg, vor dem Brande im Jahre 1541. [S.l.: s.n., 17--?]. 8 s. Dostupné online
- Entwurf eines Pflanzensystems nach Zahlen und Verhältnissen: der Schlüssel zur Vereinigung der künstlichen Pflanzensysteme mit der natürlichen Methode. Prag: J.C. Calve, 1802. 98 s., [1] složený l. obr. příl. Dostupné online
- Deutsch-böhmisches Wörterbuch. Erster Band. Prag: In der Herrlischen Buchhandlung, 1802. lxviii, 344 s. Dostupné online
- Kritische Versuche, die ältere böhmische Geschichte von spätern Erdichtungen zu reinigen. 1., Bořiwoy's Taufe: zugleich eine Probe, wie man alte Legenden für die Geschichte benutzen soll. Prag: [nakladatel není známý], 1803. 111 s. Dostupné online
- Kritische Versuche, die ältere böhmische Geschichte von spätern Erdichtungen zu reinigen. 2, Ludmila und Drahomir: forgesetzte Probe, wie man alte Legenden für die Geschichte benutzen soll. Prag: gedruckt bet Gottlieb Haase, 1803. 87 s. Dostupné online
- Glagolitica: ueber die glagolitische Literatur: das Alter der Bukwitza: ihr Muster, nach welchem sie gebildet worden: den Ursprung der Römisch-Slawischen Liturgie: die Beschaffenheit der dalmatischen Uebersetzung, die man dem Hieronymus zuschrieb u.s.w.: ein Anhang zum Slavin. Prag: [s.n.], 1807. 96 s. Dostupné online
- Ausführliches Lehrgebäude der Böhmischen Sprache, zur gründlichen Erlernung derselben für Deutsche, zur vollkommenern Kenntniss für Böhmen. Prag: bey Johann Herrl, 1809. XVIII stran, 6 nečíslovaných stran, 399 s. Dostupné online
- Altrussische Geschichte nach Nestor: mit Rücksicht aus Schlözers Russische Annalen, die hier berichtigt, ergänzt und vermehrt werden = Nestors Altrussische Chronik von der Sündfluth bis zur Taufe Russlands unter Wladimir (988). Berlin: Friedrich Mauer, 1812. 224 s. Dostupné online
- Entwurf zu einem allgemeinen Etymologikon der slawischen Sprachen, v. Joseph Dobrowsky. Prag: bey Gottlieb Haase, 1813. 86 s. Dostupné online
- Beyträge zur Geschichte des Kelchs in Böhmen. Für die Abhandlungen der k. böhmischen Gesellschaft der Wissenschaften. Prag: gedruckt bei Gottlieb Haase, 1817. 27 s. Dostupné online
- Geschichte der Böhmischen Sprache und ältern Literatur. Ganz umgearbeitete Ausgabe. Prag: Gottlieb Haase, 1818. 408 s. Dostupné online
- Lehrgebäude der Böhmischen Sprache: zum Theile verkürzt, zum Theile umgearbeitet und vermehrt. Prag: Bey Gottlieb Haase, 1819. xx, 326, [10] s. Dostupné online
- Deutsch-böhmisches Wörterbuch. Erster Band, A–K. Prag: In der Herrl'schen Buchhandlung, 1821. 344 s. Dostupné online
- Deutsch-böhmisches Wörterbuch. Zweyter Band, L–Z. Prag: In der Herrl'ischen Buchhandlung, 1821. 482 s. Dostupné online
- Ausführliches und vollständiges deutsch-böhmisches synonymisch-phraseologisches Wörterbuch. Erster Band, A–K. Prag: In der Cajetan von Mayreggschen Buchhandlung, 1821. 344 s. Dostupné online
- Ausführliches und vollständiges deutsch-böhmisches synonymisch-phraseologisches Wörterbuch. Zweiter Band, L–Z. Prag: In der Cajetan von Mayreggschen Buchhandlung, 1821. 482 s. Dostupné online
- Josephi Dobrowsky Presbyteri, AA. LL. Et Philosophiae Doctoris, Societatis Scientiarum Bohemicae Atque Aliarum Membri Institutiones Linguae Slavicae Dialecti Veteris, Quae Quum Apud Russos, Serbos Aliosque Ritus Graeci, Tum Apud Dalmatas Glagolitas Ritus Latini Slavos In Libris Sacris Obtinet. Cum Tabulis Aeri Incisis Quatuor. Vindobonae: Sumptibus Et Typis Antonii Schmid, C. R. P. Typographi, 1822. LXVIII, [2], 720, [2] s., IV text. příl. Dostupné online
- Cyrill und Method der Slawen Apostel: ein historisch-kritischer Versuch. Prag: Gottlieb Haase, 1823. 133 s. Dostupné online
- Wahl, Einzug, und böhmische Krönung K. Ferdinand des Ersten: Aus einer Handschrift des böhmischen Museums. [Praha?: s.n., 1824?]. [20] l. Dostupné online
- Mährische Legende von Cyrill und Method. Prag: Gottlieb Haase Söhne, 1826. 124 s. Dostupné online
- Dobrowsky's Glagolitica: ueber die glagolitische Literatur: das Alter der Bukwitza: ihr Muster, nach welchem sie gebildet worden: den Ursprung der Römisch-Slawischen Liturgie: die Beschaffenheit der dalmatischen Uebersetzung, die man dem Hieronymus zuschrieb u.s.w. 2., verb. und viel verm. Ausg. von Wenceslaw Hanka. Prag: Verlag der Cajetan von Mayregg'schen Buchhandlung, 1832. 4, 80 s., [1] l. obr. příl., [2] složené l. obr. příl. Dostupné online

### Redakce
- Böhmische Litteratur auf das Jahr 1779. 1. Bandes, 1. Stück. Prag: Verlag der Mangoldischen Buchhandlung, 1779. 82 s. Dostupné online
- Böhmische Litteratur auf das Jahr 1779. 1. Bandes, 2. Stück. Prag: Verlag der Mangoldischen Buchhandlung, 1779. 156 s. Dostupné online
- Böhmische und Mährische Litteratur auf das Jahr 1780. 2. Bandes, 1. Stück. Prag: Verlag der Mangoldischen Buchhandlung, 1780. 63 s. Dostupné online
- Böhmische und Mährische Litteratur auf das Jahr 1780. 2. Bandes, 2. Stück. [Prag]: [Verlag der Mangoldischen Buchhandlung], 1780. s. 64–135. Dostupné online
- Böhmische und Mährische Litteratur. 2. Bandes, 3. Stück. [Prag]: [Verlag der Mangoldischen Buchhandlung], [1780]. s. 136–237. Dostupné online
- Litterarisches Magazin von Böhmen und Mähren. Erstes Stück. Prag: in der von Schönfeldschen Handlung, 1786. [6] s., s. 3–164, 62 s. Dostupné online
- Litterarisches Magazin von Böhmen und Mähren. Zweytes Stück. Prag: in der von Schönfeldschen Handlung, 1786. 176 s. Dostupné online
- Litterarisches Magazin von Böhmen und Mähren. Drittes Stück. Prag: in der von Schönfeldschen Handlung, 1787. 182 s.
- Slawin: Bothschaft aus Böhmen an alle Slawischen Völker, oder Beiträge zur Kenntniß der Slawischen Literatur nach allen Mundarten. Prag: in der Herrlschen Buchhandlung, 1806. 5 sv. (479 s.). Dostupné online
- Slavin: Beiträge zur Kenntniß der Slavischen Literatur, Sprachkunde und Alterthümer, nach allen Mundarten. Prag: In der Herrl'schen Buchhandlung, 1808. Dostupné online
- Slovanka: zur Kenntniss der alten und neuen slawischen Literatur, der Sprachkunde nach allen Mundarten, der Geschichte und Alterthümer. Prag: In der Herrlschen Buchhandlung, 1814–1815. 2 sv. 1 Dostupné online, 2 Dostupné online

### Edice
- Fragmentum pragensis evangelii S. Marci vvlgo avtographi. Edidit, lectionesque variantes critice recensivit Iosephus Dobrowsky. Pragae, literis regiae scholae normalis per Ioan. Adamvm Hagen, factorem. 1778, 56 s. Dostupné online
- De codice evangeliario S. Marci partim Pragae, partim Venetiis adservato, Epistolaris dissertatio. Pragae, literis regiae scholae normalis per Ioan. Adamvm Hagen, factorem. 1780, 24 s. Dostupné online
- Scriptores rerum bohemicarum. Tomus I, Cosmae ecclesiae Pragensis decani chronicon Bohemorum .. Tomus I, Cosmae ecclesiae Pragensis decani chronicon Bohemorum ...Pragae : [s.n.] 1783, 499 s. Dostupné online
- Scriptores rerum bohemicarum. Tomvs II., Francisci chronicon Pragense, item Benessii de Weitmil chronicon ecclesiae Pragensis Tomvs II., Francisci chronicon Pragense, item Benessii de Weitmil chronicon ecclesiae Pragensis. Pragae : [s.n.] 1784, s. 511 s.
- Sancti Hieronymi presbyteri Epistolae selectiores de ratione interpretandi scripturam, moribus, et disciplina ecclesiastica. Pragae : [s.n.] 1785. Dostupné online
- Constitutiones concilii Moguntini, Fritzlariae 1244. celebrati, adnexe sunt. In: De sacerdotum ... coelibatu. Nr. 125, 1787, 23 s.
- Vita Ioannis de Ienczenstein, archiepiscopi Pragensis tertii, apostolicae sedis legati secvndi, postea patriarchae Alexandrini, olim episcopi Misnensis. Pragae : literis c. r. Scholae normalis 1793, 60 s. Dostupné online
- Einige Varianten aus slavischen Handschriften des Neuen Testamentes. In: Novvm Testamentvm graece ... Griesbach. Nr. 148a. S. 1–554.
- Legenda de S. Ludmila. In: Kritische Versuche ... I. Bořiwoy's Taufe. S. 70–105.
- Českých příslowí zbírka. Praha: nákladem Jana Herrle, 1804. 96 s.
- Älteste Legende vom heiligen Wenzel. In: Kritische Versuche ... III. Wenzel und Boleslaw. S. 53–119. Dostupné online
- Legende SS. Cyrilli et Methudii Patronum Moraviae. In: Mährische Legende .... S. 9–51.
- Historia de expeditione Friderici Imperatoris. Pragae : Apud Cajetanus de Mayregg bibliopolam 1827, 138 s. Dostupné online

### Korespondence
- Briefwechsel zwischen Dobrowsky und Kopitar: (1808–1828). Berlin: Weidmann'sches Buchhandlung, 1835. CVII, 751 s., 7 obr. příl. Istočniki dlja istorii slavjanskoj filologii; Tom 1.
- Neue Brife von Dobrowsky, Kopitar und anderen Süd- und Westslaven. Berlin: Commissionsverlag der Weidmann'schen Buchhandlung, 1897. cii, 928 s.
- Der Briefwechsel zwischen Josef Dobrovský und Karl Gottlob von Anton. Ed. Miloslav Krbec, Věra Michálková. Berlin: Akademie Verlag, 1959. 77 s., 7 obr. příl. Veroeffentlichungen des Instituts für Slawistik; Nr. 21.

### České překlady

#### Studie a monografie
- Grammatika čili Mluwnice Českého Gazyka. Djlem skrácena, djlem rozmnožena od Wáclawa Hanky W Praze: Jan Gost. Pospjssil, 1831. xxvi, 287 s.
- Řeč Josefa Dobrovského, proslovená dne 25. září 1791 v České učené společnosti. Praha: Jan Štenc, 1926. 42 s.
- Jos. Dobrovského Kritická rozprava o legendě prokopské = (Kritische Versuche die ältere böhm. Geschichte von späteren Erdichtungen zu reinigen, IV.): ke stému výročí jeho úmrtí z pozůstalých rukopisů vydáno péčí České akademie věd a umění. V Praze: Nákladem České Akademie věd a umění, 1929. vii, 60 s. Dobrovský, Josef: Kritische Versuche, die ältere böhmische Geschichte von späteren Erdichtungen zu reinigen; IV.
- Dějiny české řeči a literatury v redakcích z roku 1791, 1792 a 1818. V Praze: Komise pro vydávání spisů Josefa Dobrovského při Královské české společnosti nauk, 1936. VIII – 508 – [III] s. Dobrovský, Josef: Spisy a projevy; Sv. VII.
- Mladý Dobrovský o Nepomucké legendě = Recension und kritische Anmerkungen über des Reichstädter Herrn Dechants von Schönfeld am 25. May in der Skalka gehaltene lateinische Lobrede auf das Fest des heiligen Johann von Nepomuk. Praha: Bartoš vl. n., 1940. 15 s.
- Podrobná mluvnice jazyka českého: v redakcích z roku 1809 a 1819, 1. sv. V Praze: Komise pro vydávání spisů Josefa Dobrovského při Královské české společnosti nauk, 1940. 470 s. Spisy a projevy Josefa Dobrovského; Sv. 9.
- Podrobná mluvnice jazyka českého: v redakcích z roku 1809 a 1819, 2. sv. V Praze: Komise pro vydávání spisů Josefa Dobrovského při Královské české společnosti nauk, 1940. 471–991 s. Spisy a projevy Josefa Dobrovského; Sv. 9.
- Dějiny české řeči a literatury. Překlad Benjamin Jedlička. Vydání první. V Praze: Československý spisovatel, 1951. lix, 187 stran, vi listů obrazových příloh. Kritická knihovna; svazek 4.
- Výbor z díla. Vyd. 1. Praha: Státní nakladatelství krásné literatury, hudby a umění, 1953. 557 s.
- Z náboženského odkazu Josefa Dobrovského. Praha: Ústřední církevní nakladatelství, 1954. 329 s. Blahoslav.
- Josef Dobrovský: autobiografie. Olomouc: Univerzita Palackého – Filozofická fakulta, kabinet Bedřicha Václavka, 1978. Nestr.
- Dějiny českých pikartů a adamitů. 1. vyd. Praha: Odeon, 1978. 112 s.

#### Korespondence
- Korrespondence Josefa Dobrovského. Díl I, Vzájemné dopisy Josefa Dobrovského a Fortunáta Duricha z let 1778–1800. V Praze: Česká akademie císaře Františka Josefa pro vědy, slovesnost a umění, 1895. ix, 471 s. Sbírka pramenův ku poznání literárního života v Čechách, na Moravě a v Slezsku. Skupina 2., Korrespondence a cizojazyčné prameny; č. 2. Dostupné online
- Korespondence Josefa Dobrovského. Díl II, Vzájemné dopisy Josefa Dobrovského a Jiřího Samuela Bandtkeho z let 1810–1827. V Praze: Nákladem České akademie císaře Františka Josefa pro vědy, slovesnost a umění, 1906. xxxvi, 213 s. Sbírka pramenův ku poznání literárního života v Čechách, na Moravě a v Slezsku. Korrespondence a cizojazyčné prameny; č. 8.
- Korrespondence Josefa Dobrovského. Díl III., Vzájemné dopisy Josefa Dobrovského a Josefa Valentina Zlobického z let 1781–1807. V Praze: nákladem České akademie císaře Františka Josefa pro vědy, slovesnost a umění, 1908. x, 200 stran. Sbírka pramenův ku poznání literárního života v Čechách, na Moravě a v Slezsku. Skupina 2., Korrespondence a prameny cizojazyčné; číslo 9.
- Josefa Dobrovského korrespondence. IV, Vzájemné listy Josefa Dobrovského a Jiřího Ribaye z let 1783–1810. V Praze: Nákladem České akademie císaře Františka Josefa pro vědy, slovesnost a umění, 1913. xlviii, 343 s. Sbírka pramenův ku poznání literárního života v Čechách, na Moravě a v Slezsku. Skupina II., Korrespondence a cizojazyčné prameny; č. 18.

#### Souborná vydání
- Dopisy Josefa Dobrovského s Augustinem Helfertem. Praha: Královská česká společnost nauk, 1941. 178 s. Spisy a projevy Josefa Dobrovského; sv. 22.
- Přednášky o praktické stránce v křesťanském náboženství. V Praze: Komise pro vydávání spisů Josefa Dobrovského, 1948. 89 stran. Spisy a projevy Josefa Dobrovského; sv. 16.
- Dopisy Josefa Dobrovského s Janem Petrem Cerronim. V Praze: Komise pro vyd. Spisů Josefa Dobrovského při Král. čes. společnosti nauk, 1948. 203 s. Spisy a projevy Josefa Dobrovského; sv. 23.
- Cyril a Metod: apoštolové slovanští. V Praze: nákladem Komise pro vydávání spisů Josefa Dobrovského při Královské české společnosti nauk, 1948. 223 stran, 3 nečíslované listy obrazových příloh (převážně složené). Spisy a projevy Josefa Dobrovského; sv. 12.
- Rossica : srovnání ruské a české řeči (1799). Nová pomůcka, jak snáze porozuměti ruské řeči (1799). Předmluva k Puchmajerově Mluvnici ruštiny (1820). Recense Slovníku Ruské akademie (1825). Praha: Československá akademie věd, 1953. 157 s., 8 obr. Spisy a projevy Josefa Dobrovského; Sv. 13.
- Fragmentum Pragense euangelii S. Marci vulgo autographi. 1. vyd. Praha: Nakladatelství Československé akademie věd, 1953. 149 s., 17 s. obr. příl. Spisy a projevy Josefa Dobrovského; sv. 5.
- O zavedení a rozšíření knihtisku v Čechách. 1. vyd. Praha: Nakladatelství Československé akademie věd, 1954. 125 s., [xvi] s. obr. příl. Spisy a projevy Josefa Dobrovského; sv. 19.
- Českých přísloví sbírka. Vydání 1. Praha: Nakladatelství Československé akademie věd, 1963. 223 stran, viii stran obrazových příloh. Spisy a projevy Josefa Dobrovského; sv. 17.
- Literární a prozodická bohemika. 1. vyd. Praha: Academia, 1974. 281 s. Spisy a projevy Josefa Dobrovského; sv. 6.

## Hrob Josefa Dobrovského

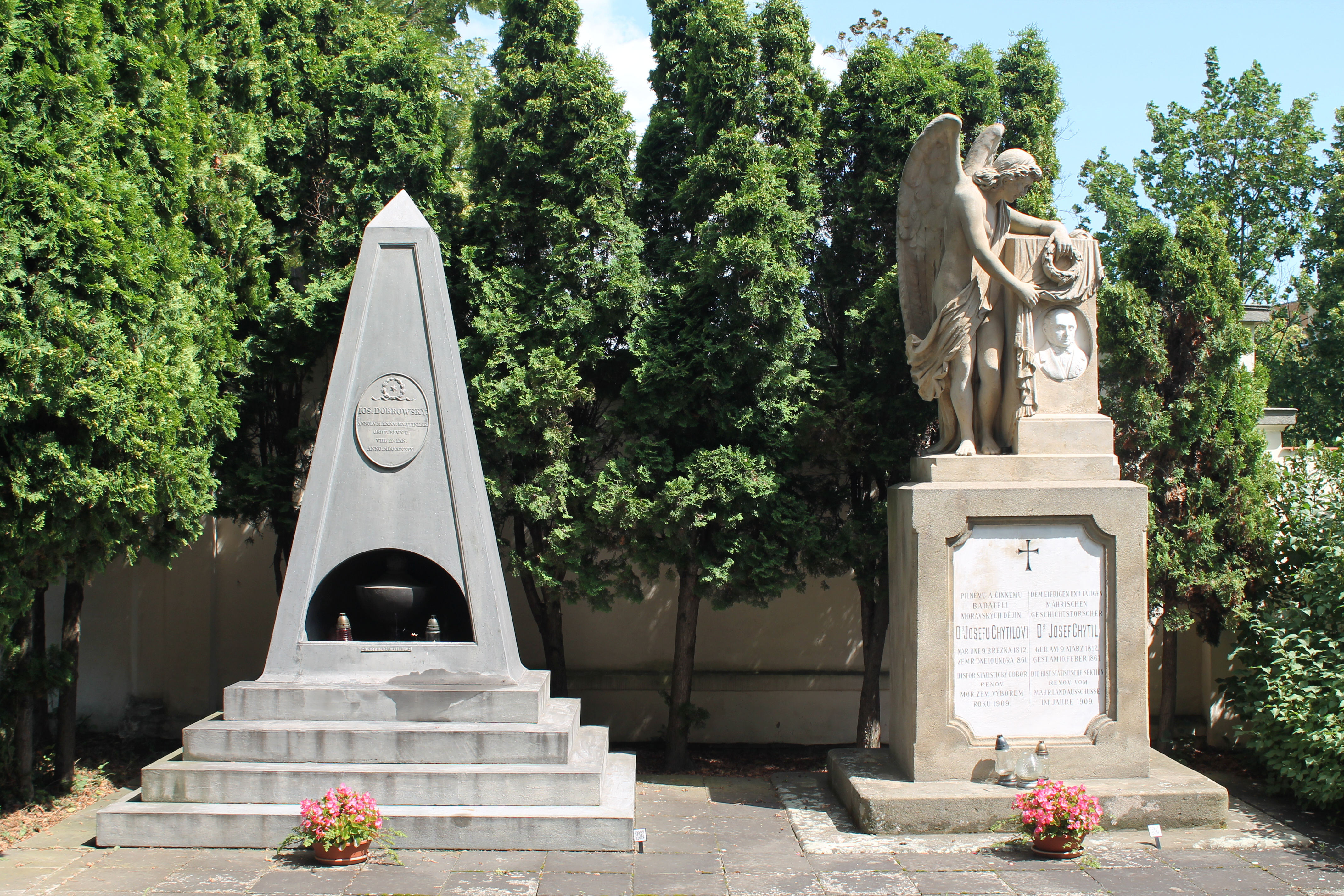
Vpravo je hrob archiváře Josefa Chytila.
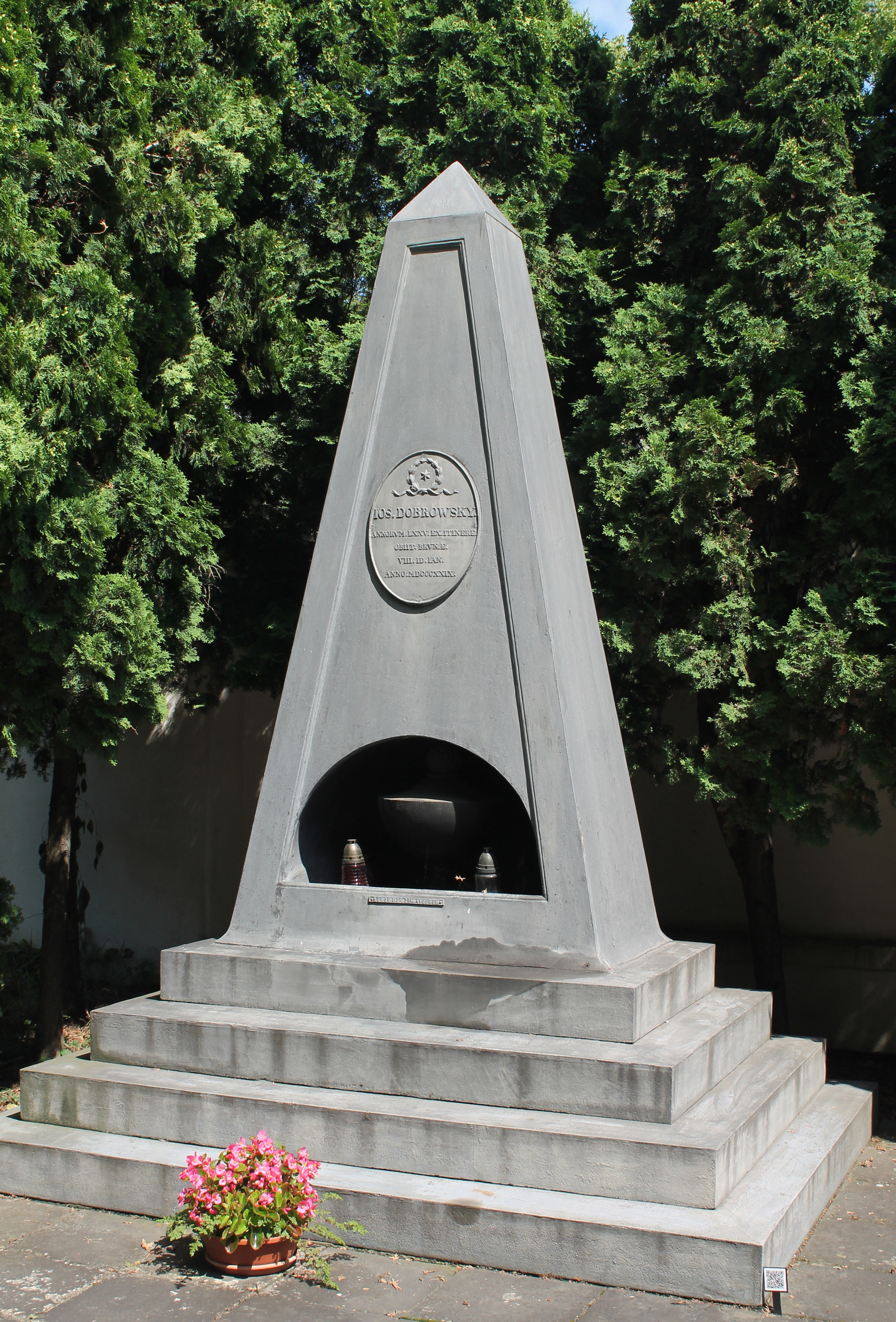
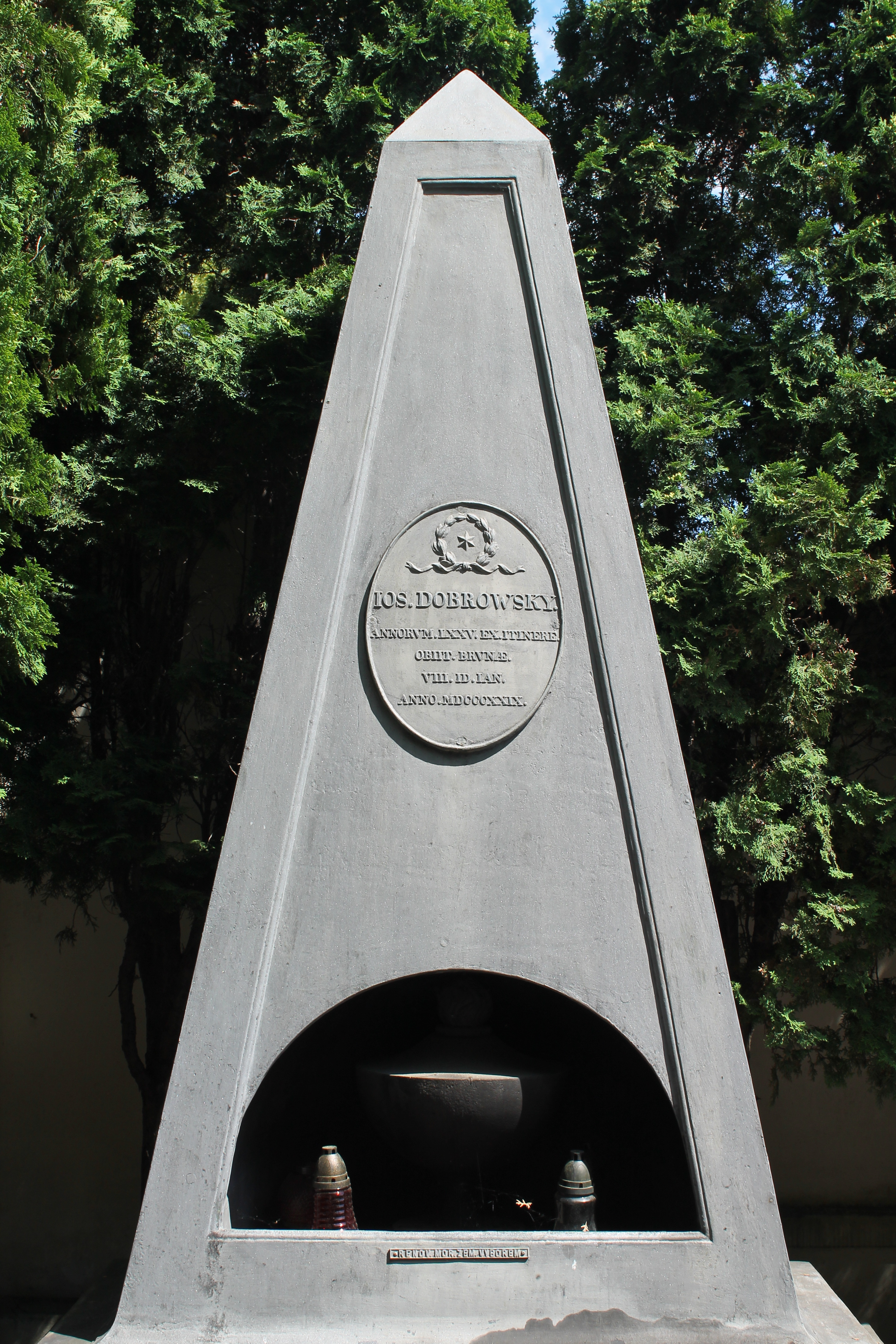
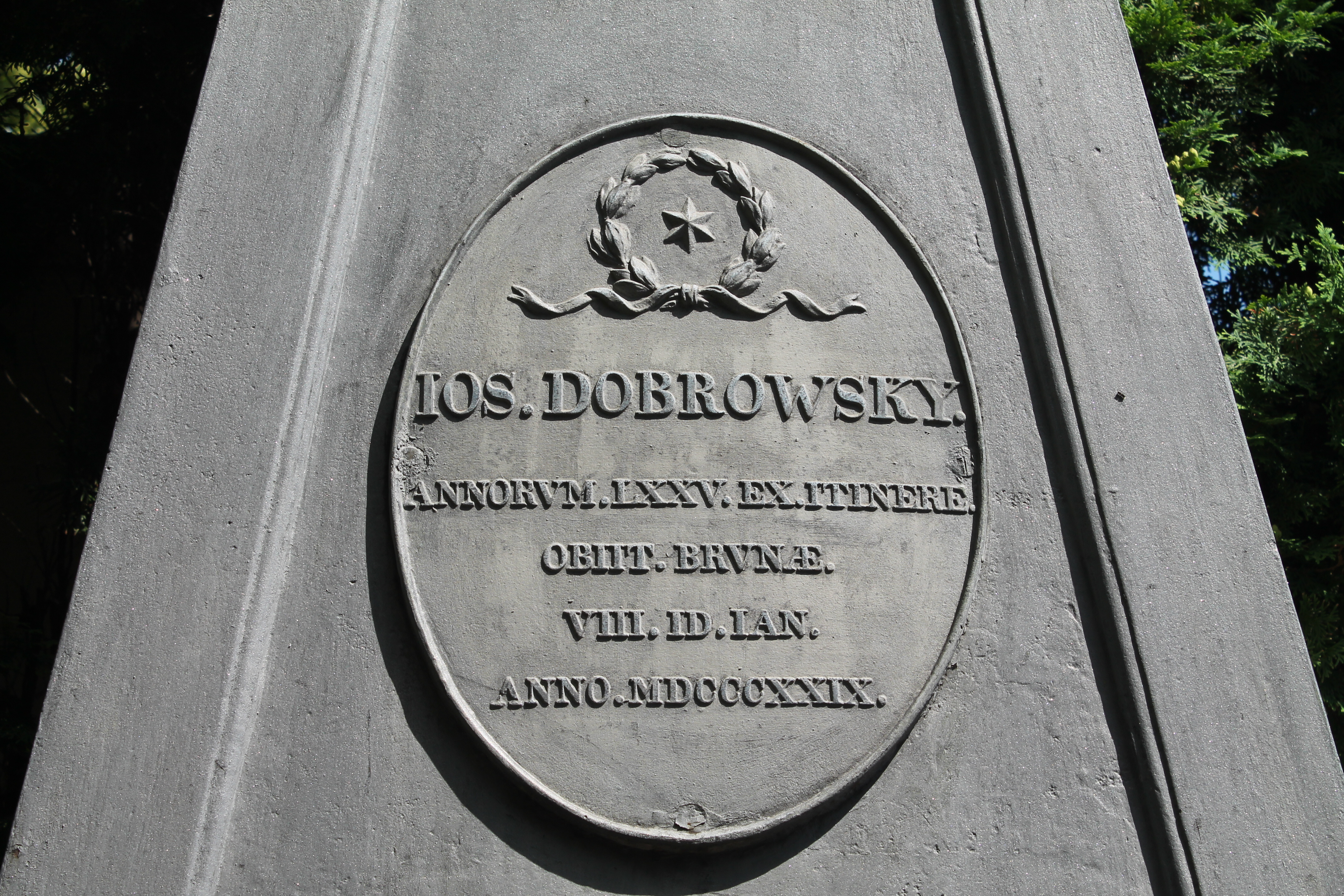